# Chiến dịch Viên
Chiến dịch tấn công Viên là một trong các chiến dịch quân sự lớn cuối cùng ở châu Âu trong Chiến tranh thế giới thứ hai. Chiến dịch do Phương diện quân Ukraina 3 và cánh trái Phương diện quân Ukraina 2 của Hồng quân Liên Xô tổ chức nhằm tấn công vào Tập đoàn quân xe tăng 6 SS, Tập đoàn quân xe tăng 2 và Tập đoàn quân 6 của quân đội Đức Quốc xã phòng thủ ở miền Tây Hungary và miền Đông nước Áo. Trong một tháng, từ 16 tháng 3 đến 15 tháng 4 năm 1945, các phương diện quân Ukraina 2 và 3 cùng với sự tham gia tập đoàn quân Bulgaria 1 đã đánh bại quân đội Đức Quốc xã và giải phóng phần lãnh thổ phía Tây Hungary và Đông Áo, trong đó có thành phố Viên, thủ đô của Áo.
Theo kế hoạch, chiến dịch Viên sẽ mở màn sau khi mũi tấn công của quân Đức tại hồ Balaton bị chặn đứng, vì vậy một phần giai đoạn đầu của chiến dịch Viên cũng chính là giai đoạn phản công của Phương diện quân Ukraina 3 tại hồ Balaton.
Chiến dịch Viên đã dẫn đến sự tan rã của Tập đoàn quân 6 (Đức) lần thứ ba và cũng là lần cuối cùng tuy tập đoàn quân này không đầu hàng Hồng quân mà đầu hàng quân đội đồng minh Anh - Hoa Kỳ. Theo chân Tập đoàn quân 6 (Đức), Tập đoàn quân xe tăng 2 (Đức) bị đánh bật khỏi lãnh thổ Hungary sang lãnh thổ Nam Tư và bị Quân giải phóng nhân dân Nam Tư đánh tan tại khu vực Bắc Croatia - Đông Slovenia. Chỉ có những lực lượng còn lại của Tập đoàn quân xe tăng 6 SS rút về vùng núi miền Tây Tiệp Khắc tiếp tục chống cự lại cho đến khi bị Hồng quân Liên Xô đánh tan trong Chiến dịch Praha và trên các trận tuyến cuối cùng ở Trung Âu năm 1945. Tướng Kurt Tippelskirch nhận xét: "Ba tập đoàn quân của Cụm tập đoàn quân Nam (Đức) bị tổn thất nặng nề sau các cuộc phản công hồi đầu tháng 3 đã không thể chịu đựng được sức tấn công của quân Nga".
Kết quả thất bại của quân đội Đức Quốc xã trong Chiến dịch Viên đã làm tiêu tan hy vọng của Hitler về việc chuyển trọng tâm kháng chiến của nước Đức Quốc xã về miền núi Alpes, nước Áo và miền Tây Tiệp Khắc. Chiến dịch này đã đẩy nhanh quá trình diệt vong của phát xít Đức, kết thúc chiến tranh thế giới thứ hai tại châu Âu.

## Bối cảnh
Chiến dịch Viên cũng như các hoạt động quân sự tại Hungary có tác dụng đáng kể trong việc phối hợp với các hoạt động quân sự của quân đội Liên Xô tại vùng Ba Lan và cho cuộc tấn công sau cùng vào Berlin. Cụ thể hơn, tại thời điểm giữa tháng 2 năm 1945, sau khi quyết định dừng chiến dịch Wisla-Oder, quân đội Liên Xô chuyển trọng tâm sang việc quét sạch quân Đức đang đóng ở hai cánh sườn họ. Mục tiêu thứ nhất đó chính là các cụm lớn quân Đức đóng ngay sát sườn của các Phương diện quân Byelorussia 1, 2, 3 ở miền Đông Pomerania và Phương diện quân Ukraina 1 tại Thượng Silesia. Các cụm quân Đức này đe dọa trực tiếp đến mũi tấn công vào khu vực Berlin. Việc tiêu diệt các khối quân này diễn ra trong các chiến dịch Đông Pomerania, chiến dịch Thượng và Hạ Silesiya. Sau khi thủ tiêu các mối đe dọa trực tiếp này, quân đội Liên Xô chuyển sang tiêu diệt các đội quân Đức tại các khu vực sâu hơn ở hai bên sườn (deep flank) cánh quân Berlin nhằm không cho Bộ chỉ huy Đức Quốc xã điều chúng về tăng cường cho hàng phòng thủ ở Berlin. Các cánh quân này gồm cụm quân bị vây ở Đông Phổ, Cụm tập đoàn quân Wisla ở Đông Pomerania và Cụm Tập đoàn quân Nam đang đóng ở Hungary. Chiến dịch Viên cùng với các chiến dịch tấn công Bratislava-Brno và Chiến dịch tấn công Moravská-Ostrava là ba hoạt động quân sự lớn do các Phương diện quân Ukraina 2, 3, 4 tổ chức vào tháng 3 năm 1945 tại khu vực Tiệp Khắc và Hungary.
Các sự biến chính trị giữa Liên Xô và các nước Đồng Minh phương Tây trước tháng 4 năm 1945 cũng có những liên hệ nhất định đến vai trò của chiến dịch Viên trong các quan hệ giữa các nước đồng minh chủ chốt chống phát xít cũng như giữa họ với nước Đức Quốc xã. Trong các vòng đàm phán về việc phân chia ảnh hưởng chính trị giữa các nước Đồng Minh cũng như số phận các quốc gia phe Trục, vấn đề Áo được nhắc đến hết sức mơ hồ. Khu vực này chỉ được nhắc với cái tên "vùng Áo (Ostmark) của nước Đại Đức sau "sự kiện thống nhất" năm 1938". Sự mơ hồ này đã củng cố quyết tâm của I. V. Stalin về việc tổ chức chiến dịch tấn công vào Áo, vì việc giải phóng một vùng lãnh thổ đáng kể của Áo sẽ củng cố sức mạnh và trọng lượng của Liên Xô trong các cuộc đàm phán sau này.
Xét về mặt kinh tế, cũng như Hungary, nước Áo có một khu công nghiệp dầu mỏ tại Sisterdorf (Zistersdorf), phía Đông Bắc Viên. Tuy trữ lượng còn lại đã gần cạn và sản lượng cũng không thể sánh bằng khu công nghiệp dầu mỏ Nagykanizsa ở Tây Nam hồ Balaton của Hungary, nhưng đây lại là nguồn dầu mỏ cuối cùng mà quân đội Đức Quốc xã còn nắm giữ. Vì vậy, nhiệm vụ bảo vệ các giếng dầu ở khu vực này cũng có ý nghĩa kinh tế đối với người dân Áo sau khi chiến tranh kết thúc. Bên cạnh đó, Viên còn là khu công nghiệp cuối cùng ở miền Nam nước Đức còn đang hoạt động binh thường trong khi các khu công nghiệp trọng yếu hơn tại các vùng Bremen, Hamburg, Hannover, Kiel, Erfurt và cả thành phố Berlin đều đã bị không quân đồng minh đánh tan hoang hoặc bị đánh chiếm như vùng Ruhr và các thành phố Frankfurt am Main, Dortmund, Köln, Düsseldorf... Viên là một trong số ít các thành phố ở Trung Âu thoát khỏi thảm cảnh bị tàn phá bằng không quân trong Chiến tranh thế giới thứ hai do tại Hội nghị Yalta, các nước đồng minh đã nhất trí loại thành phố này khỏi danh sách các mục tiêu ném bom do giá trị lịch sử về kiến trúc và nghệ thuật của nó. Tuy nhiên, các chuyên viên quân sự của tam cường đồng minh tại Hội nghị Yalta cũng thỏa thuận về việc các nước đồng minh sẽ chia vùng chiếm đóng nước Áo sau khi đánh bại chế độ phát xít.
Về phía nước Đức Quốc xã, nền sản xuất và kinh tế của họ càng lúc càng lún sâu vào khủng hoảng do các hoạt động quân sự của các nước quân Đồng Minh diễn ra trong cùng thời gian đó. Trong giai đoạn nửa sau của tháng 3 năm 1945, không quân Anh-Mỹ đã liên tiếp tổ chức nhiều trận không kích lớn tại khu vực miền Nam Áo, Hungary và Tây Nam Slovakia. Nhiều sân bay, nhà ga xe lửa, tuyến đường sắt, cầu cống và các cơ sở công nghiệp đã trở thành đống gạch vụn. Năng suất của các cơ sở công nghiệp đến năm 1945 đã sụt thê thảm, chỉ còn bằng 20 phần trăm so với đầu chiến tranh. Theo báo cáo của Bộ Tư lệnh tối cao Đức, sản lượng nhiên liệu và xăng dầu đã giảm mạnh một phần do các cuộc không kích này:
| “                                              | Kết quả của các trận không kích vào các nhà máy lọc dầu ở Komárno khiến sản lượng nhiên liệu ở đây sụt 70 phần trăm... Do Cụm Tập đoàn quân Nam và Trung tâm vẫn phải dựa vào nguồn cung cấp nhiên liệu ở Komárno, hậu quả của các trận không kích này đã ảnh hưởng đến các quyết định mang tính chiến dịch. | ” |
| — Báo cáo của bộ tư lệnh tối cao Đức Quốc xã., | |   |

## Binh lực và kế hoạch

### Quân đội Liên Xô

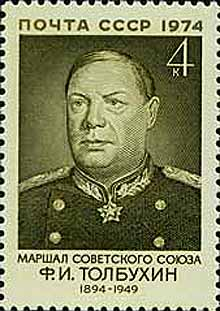
Nguyên soái F. I. Tolbukhin, tư lệnh Phương diện quân Ukraina 3.

#### Binh lực
- Phương diện quân Ukraina 3 do Nguyên soái F. I. Tolbukhin chỉ huy, thượng tướng S. P. Ivanov làm tham mưu trưởng. Binh lực gồm có:[10]
  - Tập đoàn quân cận vệ 9 do thượng tướng V. V. Glagolyev chỉ huy. Thành phần gồm có:
    - Bộ binh:
      - Quân đoàn bộ binh cận vệ 37 gồm các sư đoàn bộ binh cận vệ 98, 99 và 103
      - Quân đoàn bộ binh cận vệ 38 gồm các sư đoàn bộ binh cận vệ 104, 105 và 106.
      - Quân đoàn bộ binh cận vệ 39 gồm các sư đoàn bộ binh cận vệ 100, 107 và 114.

    - Thiết giáp: Các trung đoàn pháo tự hành 1513, 1523 và 1524.
    - Pháo binh: Lữ đoàn lựu pháo cận vệ 35; các lữ đoàn hỏa tiễn cận vệ 61, 62, 63; Lữ đoàn pháo chống tăng cận vệ 2; các trung đoàn súng cối cận vệ 319, 321 và 322.
    - Pháo phòng không: Sư đoàn phòng không cận vệ 5 gồm các trung đoàn cận vệ 103, 109, 112 và 161; các tiểu đoàn pháo phòng không tự hành cận vệ 44, 48 và 49.

  - Tập đoàn quân cận vệ 4 do trung tướng N. D. Zakhvatayev chỉ huy: Thành phần gồm có:
    - Bộ binh:
      - Quân đoàn bộ binh cận vệ 20 gồm các sư đoàn đổ bộ đường không cận vệ 5 và 7, Sư đoàn bộ binh cận vệ 80.
      - Quân đoàn bộ binh cận vệ 21 gồm các sư đoàn bộ binh cận vệ 41, 62 và 69.
      - Quân đoàn bộ binh cận vệ 31 gồm các sư đoàn bộ binh cận vệ 4, 34 và 40.

    - Pháo binh: Trung đoàn lựu pháp 123, Trung đoàn pháo chống tăng 438, Trung đoàn súng cối 466, Trung đoàn phòng không 257.
    - Công binh: Lữ đoàn hỗn hợp 56.

  - Tập đoàn quân 26 do trung tướng N. A. Gagen chỉ huy. Thành phần gồm có:
    - Bộ binh:
      - Quân đoàn bộ binh 30 gồm các sư đoàn bộ binh cận vệ 36, 68 và Sư đoàn bộ binh 15.
      - Quân đoàn bộ binh 104 gồm Sư đoàn bộ binh cận vệ 66 và các sư đoàn bộ binh 93, 151.
      - Quân đoàn bộ binh 135 gồm các sư đoàn bộ binh 74, 233 và 236.

    - Pháo binh: Lữ đoàn lựu pháo 205, Trung đoàn pháo chống tăng 595, Trung đoàn súng cối 175, Trung đoàn phòng không 272.
    - Công binh: Lữ đoàn hỗn hợp 20

  - Tập đoàn quân 27 do thượng tướng S. G. Trofimenko chỉ huy. Thành phần gồm có:
    - Bộ binh:
      - Quân đoàn bộ binh 33 gồm các sư đoàn bộ binh 202, 206, 337.
      - Quân đoàn bộ binh 35 gồm Sư đoàn đổ bộ đường không cận vệ 3 và các sư đoàn bộ binh 78, 163.
      - Quân đoàn bộ binh 37 gồm Sư đoàn bộ binh cận vệ 108 và các sư đoàn bộ binh 316, 320.
      - Sư đoàn bộ binh cận vệ 1 (trực thuộc)

    - Pháo binh: Lữ đoàn lựu pháo 27, Trung đoàn pháo chống tăng cận vệ 315, Trung đoàn súng cối 480, Trung đoàn phòng không 249.
    - Công binh: Lữ đoàn hỗn hợp 43.

  - Tập đoàn quân 57 do trung tướng M. N. Sharokhin chỉ huy. Thành phàn gồm có:
    - Bộ binh:
      - Quân đoàn bộ binh cận vệ 6 gồm Sư đoàn đổ bộ đường không cận vệ 10, Sư đoàn bộ binh cận vệ 34 và Sư đoàn bộ binh 104
      - Quân đoàn bộ binh 64 gồm các sư đoàn bộ binh cận vệ 20, 73 và Sư đoàn bộ binh 113.
      - Quân đoàn bộ binh 133 gồm các sư đoàn bộ binh 84, 122 và 299.

    - Pháo binh: Lữ đoàn lựu pháo 160, Trung đoàn hỏa tiễn cận vệ 42, Trung đoàn pháo chống tăng 374, Trung đoàn súng cối 523, Trung đoàn phòng không 71.
    - Công binh: Lữ đoàn hỗn hợp 65/

  - Tập đoàn quân xe tăng cận vệ 6 do thượng tướng xe tăng A. G. Kravchenko chỉ huy, được chuyển đến từ Phương diện quân Ukraina 2 vào chiều ngày 16 tháng 3 năm 1945. Thành phần gồm có:
    - Xe tăng: Quân đoàn xe tăng cận vệ 5 gồm có:
      - Các lữ đoàn xe tăng cận vệ 20, 21, 22
      - Lữ đoàn cơ giới cận vệ 6.
      - Các trung đoàn pháo tự hành 301 (nòng dài), 390 (cận vệ) và 1458.
      - Các trung đoàn súng cối cận vệ 127 và 454.
      - Trung đoàn pháo chống tăng cận vệ 391
      - Trung đoàn phòng không cận vệ 392.
      - Tiểu đoàn mô tô cận vệ 15

    - Bộ binh cơ giới: Quân đoàn cơ giới cận vệ 9 gồm có:
      - Các lữ đoàn cơ giới cận vệ 18, 30 và 31
      - Lữ đoàn xe tăng cận vệ 46.
      - Các trung đoàn pháo tự hành 389 (cận vệ) và 697
      - Các trung đoàn súng cối cận vệ 35 và 458.
      - Trung đoàn phòng không cận vệ 388
      - Tiểu đoàn mô tô cận vệ 14

    - Các đơn vị trực thuộc:
      - Lữ đoàn pháo tự hành cận vệ 51
      - Trung đoàn xe tăng hạng nặng cận vệ 49
      - Trung đoàn pháo chống tăng tự hành cận vệ 364
      - Trung đoàn mô tô cận vệ 4.

    - Pháo binh: Lữ đoàn pháo nòng dài 202, Trung đoàn súng cối cận vệ 57.
    - Không quân: Trung đoàn trinh sát, vận tải 207.
    - Công binh: Lữ đoàn cầu phà 22

  - Tập đoàn quân Bulgaria số 1 do trung tướng Bulgaria Vladimir Dimitrov Stoychev chỉ huy. Thành phần gồm có:
    - Bộ binh:
      - Quân đoàn bộ binh 3 gồm các sư đoàn 8, 10, 12
      - Quân đoàn bộ binh 4 gồm các sư đoàn 3, 11, 16.

    - Pháo binh: Trung đoàn lựu pháo 1, các trung đoàn pháo chống tăng 2, 3; Trung đoàn phòng không 1.
    - Thiết giáp: Trung đoàn xe tăng độc lập 1.
    - Công binh: Trung đoàn hỗn hợp 4.

  - Tập đoàn quân không quân 17 do thượng tướng không quân V. D. Sudets chỉ huy, trong biên chế có:
    - Máy bay tiêm kích: Quân đoàn 10 gồm các sư đoàn 136, 189 và 306.
    - Máy bay cường kích: Các sư đoàn 194, 188, 195.
    - Máy bay ném bom: Sư đoàn 244 (ban ngày), Sư đoàn 262 (ban đêm)
    - Cụm không quân của tướng Vitruk (phối thuộc cho Quân giải phóng nhân dân Nam Tư): gồm Sư đoàn cường kích cận vệ 10 và Sư đoàn tiêm kích 236.

  - Các lực lượng trực thuộc Phương diện quân:
    - Thiết giáp:
      - Quân đoàn cơ giới cận vệ 1 của trung tướng I. N. Russiyanov gồm các lữ đoàn cơ giới cận vệ 1, 2, 3; Lữ đoàn xe tăng cận vệ 9; các trung đoàn pháo tự hành 382 (cận vệ), 1453, 1821; Tiểu đoàn cơ giới trinh sát cận vệ 11; các trung đoàn súng cối 407 (cận vệ), 267; Trung đoàn phòng không 1699.
      - Quân đoàn xe tăng 18 do thiếu tướng xe tăng P. D. Govorunenko chỉ huy; gồm các lữ đoàn xe tăng 110, 170, 181, Lữ đoàn cơ giới 32, Trung đoàn pháo chống tăng tự hành cận vệ 363; Trung đoàn pháo tự hành 1438; Tiểu đoàn trinh sát cơ giới 78; các trung đoàn pháo chống tăng 452 và 1000; các trung đoàn súng cối 292 và 106 (cận vệ); Trung đoàn phòng không 1694.
      - Các đơn vị trực thuộc: Lữ đoàn cơ giới cận vệ 32, các lữ đoàn pháo tự hành 207, 208, 209; Trung đoàn xe tăng độc lập 249; Trung đoàn pháo tự hành chống tăng cận vệ 366; các trung đoàn pháo tự hành 1201, 1202, 1891, các trung đoàn bộ binh mô tô 53 và cận vệ 3, Tiểu đoàn cơ giới trinh sát 67, Tiểu đoàn súng phun lửa 252.

    - Kỵ binh, bộ binh:
      - Quân đoàn kỵ binh cận vệ 5 do trung tướng S. I. Gorshkov chỉ huy gồm các sư đoàn kỵ binh cận vệ 11, 12; Sư đoàn kỵ binh 63; Trung đoàn pháo tự hành 1896; các trung đoàn pháo chống tăng cận vệ 5 và 150; Trung đoàn súng cối cận vệ 72; Trung đoàn phòng không 585.
      - Sư đoàn bộ binh cận vệ 10.
      - Sư đoàn bộ binh 21.

    - Pháo binh:
      - Sư đoàn pháo binh hỗn hợp 7 gồm Lữ đoàn pháo nòng dài 11, các lữ đoàn lựu pháo 17 và cận vệ 9; các lữ đoàn hỏa tiễn 25 và 105; Lữ đoàn súng cối 3.
      - Sư đoàn pháo binh hỗn hợp 9 gồm Lữ đoàn pháo nòng dài 26; các lữ đoàn lựu pháo 30, 115; Lữ đoàn hỏa tiễn 23; Lữ đoàn súng cối 10.
      - Sư đoàn pháo binh hỗn hợp 19 gồm Lữ đoàn pháo nòng dài 170; Lữ đoàn lựu pháo 173; Lữ đoàn pháo chống tăng cận vệ 49; Lữ đoàn hỏa tiễn cận vệ 32; các lữ đoàn súng cối 15, 38 và cận vệ 29.
      - Các đơn vị pháo binh độc lập: Trung đoàn lựu pháo 506, các trung đoàn hỏa tiễn 152 và 274; các lữ đoàn pháo chống tăng 7, 9, 10, 12, 24, 42, 43 và 49; các trung đoàn pháo chống tăng 521 và 1312; các lữ đoàn súng cói cận vệ 23, 28; các trung đoàn súng cối cận vệ 25, 35, 45, 51, 58, 61, 87 và 328

    - Pháo phòng không:
      - Sư đoàn phòng không 3 gồm các trung đoàn 1084, 1089, 1114 và 1118.
      - Sư đoàn phòng không 4 gồm các trung đoàn cận vệ 253, 254, 268 và trung đoàn 606.
      - Sư đoàn phòng không 9 gồm các trung đoàn 800, 974, 981 và 993.
      - Sư đoàn phòng không 22 gồm các trung đoàn 1335, 1341, 1347 và 1353
      - Các trung đoàn phòng không cận vệ 258 và 271; các trung đoàn phòng không độc lập 82, 241, 247, 303, 470, 579, 626, 1384 và 1474; các tiểu đoàn phòng không cơ động 60, 139, 227 và 504.

    - Công binh: Các lữ đoàn hỗn hợp 11, 12; Lữ đoàn cầu 44; Lữ đoàn phà cận vệ 5; Lữ đoàn kỹ thuật 2; Lữ đoàn dò phá mìn 64, Lữ đoàn vận tải 6.
- Cánh trái của Phương diện quân Ukraina 2 do Nguyên soái R. Ya. Malinovsky chỉ huy, thượng tướng M. V. Zakharov làm tham mưu trưởng. Thành phần tham gia chiến dịch gồm có:
  - Tập đoàn quân số 46 do trung tướng A. V. Petrushevskiy chỉ huy. Trong biên chế có:
    - Bộ binh:
      - Quân đoàn bộ binh cận vệ 10 gồm các sư đoàn cận vệ 49, 86 và Sư đoàn 297.
      - Quân đoàn bộ binh cận vệ 18 gồm Sư đoàn cận vệ 109 và các sư đoàn 52, 317
      - Quân đoàn bộ binh 23 gồm các sư đoàn 19, 223, 252.
      - Quân đoàn bộ binh 68 gồm các sư đoàn 53, 99
      - Quân đàn bộ binh 75 gồm các sư đoàn 59 và 180.

    - Pháo binh:
      - Sư đoàn hỗn hợp cận vệ 5 gồm Lữ đoàn pháo nòng dài 71; Lữ đoàn lựu pháo cận vệ 17; Lữ đoàn sơn pháo 67; Lữ đoàn pháo chống tăng 95; Lữ đoàn hỏa tiễn cận vệ 18; Lữ đoàn súng cối 27.
      - Sư đoàn hỗn hợp 30 Lữ đoàn pháo nòng dài 185; Lữ đoàn lựu pháo 190; Lữ đoàn pháo chống tăng 192; Lữ đoàn hỏa tiễn 195; Lữ đoàn súng cối 45; Lữ đoàn súng cối tự hành 34; Lữ đoàn cơ giới cận vệ 37.
      - Các đơn vị trực thuộc Tập đoàn quân: Trung đoàn súng phun lửa cận vệ 6; Lữ đoàn lựu pháo cận vệ 45; Lữ đoàn hỏa tiễn cận vệ 92; các lữ đoàn pháo chống tăng 11, 12; Trung đoàn pháo chống tăng 437; Trung đoàn súng cối 462.

    - Pháo phòng không:
      - Sư đoàn phòng không 11 gồm các trung đoàn 804, 976, 987, 996
      - Trung đoàn phòng không độc lập 1651.

    - Thiết giáp:
      - Quân đoàn xe tăng số 23 do trung tướng xe tăng A. O. Akhmanov chỉ huy; gồm các Lữ đàn xe tăng 3, 39, 135; Lữ đoàn cơ giới 56; Trung đoàn pháo nòng dài tự hành 1669; Trung đoàn pháo tự hành 1443; Trung đoàn pháo chống tăng 1501; Tiểu đoàn cơ giới trinh sát 82; Trung đoàn súng cối 457; Trung đoàn hỏa tiễn cận vệ 442; Trung đoàn phòng không 1697.
      - Quân đoàn cơ giới cận vệ 2 do trung tướng xe tăng K. V. Sviridov chỉ huy, gồm các lữ đoàn cơ giới cận vệ 4, 5, 6; Lữ đoàn xe tăng cận vệ 37; Trung đoàn xe tăng hạng nặng cận vệ 30; các trung đoàn pháo tự hành 251 (cận vệ) và 1509; Tiểu đoàn trinh sát cơ giới cận vệ 99; Trung đoàn súng cối 524; Trung đoàn hỏa tiễn cận vệ 408; Trung đoàn phòng không 159
      - Các trung đoàn pháo tự hành 991, 1505, 1897 (trực thuộc tập đoàn quân)

    - Công binh: Lữ đoàn hỗn hợp 51.

  - Tập đoàn quân không quân 5 do thượng tướng không quân S. K. Goryunov dành một phần lực lượng yểm hộ cho hướng Viên. Chủ lực tập đoàn quân yểm hộ cho hướng Bratislava - Brno.
  - Giang đoàn Danub do chuẩn đô đốc G. N. Kholostyakov chỉ huy.
- Tập đoàn quân không quân 18 (Không quân ném bom tầm xa) do Nguyên soái không quân A. Ye. Golovanov chỉ huy sử dụng ba sư đoàn yểm hộ cho các cuộc tấn công ở khu vực Tây Nam Hungary.

Binh lực tổng cộng: 644.700 quân nhân Liên Xô, 100.900 quân nhân Bulgaria,, 1.318 xe tăng và pháo tự hành, 12.190 đại bác và súng cối, 984 máy bay.

#### Kế hoạch
Yêu cầu về tổ chức một chiến dịch tấn công theo hướng Viên được Đại bản doanh Bộ Tổng tư lệnh Tối cao Liên Xô (STAVKA) nêu ra trong chỉ thị số 11027 ngày 17 tháng 2 năm 1945 gửi cho các Phương diện quân Ukriana 2 và 3. Việc chuẩn bị cho chiến dịch được dự trù là một tháng, và ngày 15 tháng 3 được dự tính là thời điểm mở màn cuộc tấn công. Tuy nhiên, không lâu sau đó, quân đội Liên Xô nhận được các thông tin về một cuộc tấn công lớn của quân đội Đức Quốc xã rất có thể sẽ xảy ra tại khu vực hồ Balaton và hồ Velence trong một tương lai gần. Trước diễn biến mới này, Đại bản doanh yêu cầu Phương diện quân Ukraina 3 - đơn vị hứng chịu cuộc tấn công của quân Đức - tổ chức một trận địa phòng ngự vững chắc nhằm làm hao mòn và chặn đứng mũi tấn công của quân địch. Việc chuẩn bị chiến dịch Viên vẫn tiếp tục và không bỏ, và việc tấn công Viên sẽ diễn ra ngay sau khi mũi công kích của quân Đức bị chặn đứng. Các sự kiện sau đó chứng minh rằng đây là một quyết định đúng: mũi tấn công của quân Đức vào khu vực hồ Balaton mặc dù đã đột phá được 30 cây số vào phòng tuyến quân đội Liên Xô nhưng về chung cuộc, quân Đức đã thất bại. Hình thái chiến tuyến khiến quân Đức đứng trước nguy cơ bị bao vây, và những tổn thất nặng nề trong cuộc tấn công càng đào sâu sự yếu thế về binh lực của họ so với quân đội Liên Xô.
Theo kế hoạch, mũi tấn công chính của quân đội Liên Xô trong chiến dịch Viên sẽ bao gồm hai gọng kìm nhằm bao vây tiêu diệt Tập đoàn quân xe tăng 6 SS tại khu vực giữa hồ Balaton và hồ Velence. Gọng kìm thứ nhất do Tập đoàn quân cận vệ 4 ở phía Bắc Szekesfehervar đảm nhận và gọng kìm thứ hai do Tập đoàn quân cận vệ 9 ở phía Tây Nam Budapest tổ chức. Sau đó, chủ lực của hai phương diện quân Liên Xô sẽ phát triển tấn công lên Pápa, Sopron và xa hơn nữa, lên khu vực biên giới Áo-Hung. Trong hành tiến tấn công, các tập đoàn quân 26 và 27 (Liên Xô) sẽ tiến về Szombathely và Zalaegerszeg hình thành cụm quân phía Bắc đánh vu hồi vào Nagykanizsa. Các tập đoàn quân số 26 và 27 sẽ tấn công vào giai đoạn sau và góp phần vào việc thanh toán quân địch bị bao vây, chia cắt. Tập đoàn quân 57 (Liên Xô) và Tập đoàn quân Bulgaria 1 ở cánh trái của Phương diện quân Ukraina 3 tấn công ở phía Nam hồ Balaton nhằm đánh chiếm vựa dầu ở trung tâm Nagykanizsa.
Tập đoàn quân số 46 (lúc này đang thuộc quyền chỉ huy của Phương diện quân Ukraina 2), được sự hỗ trợ của Tập đoàn quân xe tăng cận vệ số 6 và hai sư đoàn pháo công kích, sẽ tấn công vào phía Nam của sông Danube vào ngày 17-18 tháng 3, phối hợp với Phương diện quân Ukraina 3 bẻ gãy sức kháng cự của quân Đức và phối hợp tấn công về hướng Gyor. Chiến dịch ban đầu dự kiến không có sự tham gia của Phương diện quân Ukraina 2. Tuy nhiên, Bộ Tổng tham mưu Liên Xô thấy cần phải huy động cánh trái của phương diện quân này vào chiến dịch với hai mục tiêu: thứ nhất là tạo một mũi tấn công vu hồi từ phía Bắc vào Viên, thứ hai là đánh chiếm nguồn dầu mỏ cuối cùng của quân Đức tại Zistersdorf, đẩy chế độ Quốc xã Đức vào tình trạng khủng hoảng nhiên liệu hoàn toàn. Để hoàn thành nhiệm vụ tấn công vào Viên, Giang đoàn Danub cũng được huy động làm nhiệm vụ phối hợp với công binh chuyên chở các đơn vị vượt sông. Ngày 16 tháng 3 năm 1945, STAVKA đồng ý với đề nghị của Bộ Tổng tham mưu Liên Xô và lệnh cho Nguyên soái R. Ya. Malinovsky phải sử dụng Tập đoàn quân 46 (được tăng cường) Quân đoàn cơ giới cận vệ 2 và Quân đoàn xe tăng 23 tấn công vào hướng Đông Bắc Viên.

### Quân đội Đức Quốc xã

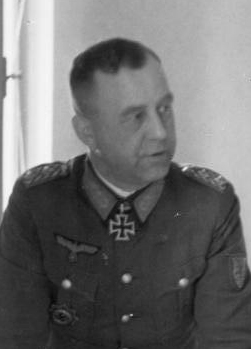
Trung tướng bộ binh Otto Wöhler, tư lệnh Cụm Tập đoàn quân Nam cho đến ngày 7 tháng 4.
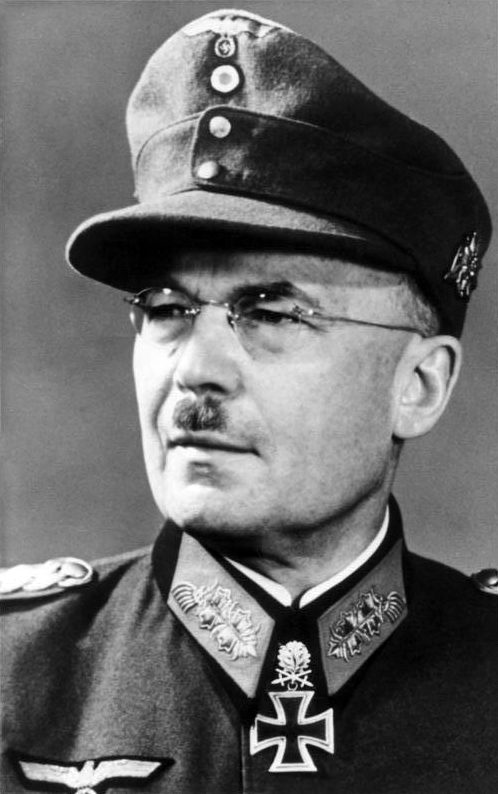
Thượng tướng Lothar Rendulic, tư lệnh Cụm Tập đoàn quân Nam từ ngày 7 tháng 4.

- Cụm Tập đoàn quân Nam do trung tướng bộ binh Otto Wöhler chỉ huy. Từ ngày 7 tháng 4, thượng tướng Lothar Rendulic chỉ huy cụm tập đoàn quân này.
  - Tập đoàn quân thiết giáp SS số 6 (thượng tướng SS Josef Dietrich) đóng tại phía Đông của Linz, binh lực bao gồm:
    - Sư đoàn bộ binh nhẹ số 117
    - Quân đoàn thiết giáp SS số 1 bao gồm các sư đoàn thiết giáp SS số 1, số 12, sư đoàn bộ binh số 356 và số 710
    - Quân đoàn thiết giáp SS số 2 bao gồm các sư đoàn thiết giáp SS số 3 và lữ đoàn bộ binh xung kích "Führer"

  - Tập đoàn quân số 6 (trung tướng xe tăng Hermann Balck) đóng tại phía bắc Graz, binh lực bao gồm:
    - Quân đoàn thiết giáp SS số 4 bao gồm các sư đoàn thiết giáp số 3, số 5 và sư đoàn bộ binh xung kích số 14
    - Quân đoàn thiết giáp số 3 bao gồm sư đoàn bộ binh sơn chiến số 1 và sư đoàn thiết giáp số 1

  - Tập đoàn quân thiết giáp số 2 (trung tướng pháo binh Maximilian de Angelis) đóng tại phía Nam Graz, gần Maribor, binh lực bao gồm
    - Quân đoàn số 68 bao gồm các sư đoàn bộ binh số 71, sư đoàn bộ binh sơn chiến Waffen-SS số 13 và sư đoàn bộ binh nhẹ số 118
    - Quân đoàn bộ binh sơn chiến số 22 bao gồm sư đoàn bộ binh số 297 và sư đoàn bộ binh Szent László (Hungary)
    - Quân đoàn kỵ binh số 1 bao gồm sư đoàn thiết giáp số 23, sư đoàn kỵ binh số 4, số 3 và sư đoàn bộ binh xung kích SS số 16

  - Tập đoàn quân Hungary số 3 (trung tướng Heszlényi József)
  - Tập đoàn quân không quân số 4 (thượng tướng Otto Deßloch)
- Một phần của Cụm Tập đoàn quân F (thống chế Maximilian von Weichs), từ ngày 25 tháng 3 là Cụm Tập đoàn quân E (thương tướng Alexander Löhr)

Binh lực tổng cộng 410.000 người, 700 xe tăng và pháo tự hành, 5.900 đại bác và súng cối, 700 máy bay.
Sau thảm họa của cuộc tấn công bất thành vào hồ Balaton, Tập đoàn quân thiết giáp SS số 6 buộc phải từng bước rút lui về Viên trước sức tấn công dữ dội của 4 Tập đoàn quân Liên Xô. Quân Đức vội vã tổ chức các phòng tuyến tạm thời dọc suốt từ con đường đi từ vùng Tây Hungary đến Đông Áo hy vọng kìm chân hai Phương diện quân Ukraina lúc này đang tiến nhanh về hướng Viên.

## Diễn biến
Ngày 13 tháng 4, trinh sát quân Đức phát hiện ra một hoạt động chuyển quân cực lớn diễn ra ở hậu phương của Phương diện quân Ukraina 3. Ban đầu, phía Đức phỏng đoán đó chỉ là một hoạt động chuyển quân bình thường nhằm trám viện binh vào những lỗ hổng. Tuy nhiên, các tin tức thu thập được sau đó khiến người Đức nhận ra rằng một điều tồi tệ sắp xảy ra đối với các mũi tấn công của Cụm Tập đoàn quân Nam.
| “                                                                          | Các hoạt động chuyển quân (của quân đội Liên Xô) cho thấy hết sức rõ ràng về ý định của quân địch. Dữ liệu thu thập được của không quân trinh sát cho thấy một đoàn xe cơ giới đến 3.000 chiếc di chuyển từ phía hậu cứ ở khu vực Budapest theo hướng Zamol. Nhiệm vụ của chúng sẽ là phá hoại tuyến tiếp tế cho quân Đức, tiến ra theo hành lang hẹp ở Szekesfehervar và tấn công theo hướng hồ Balaton. | ” |
| — Nhật ký chiến trường của Cụm Tập đoàn quân Nam ngày 14 tháng 3 năm 1945, | |   |

Quả thật, từ ngày 14 đến ngày 16, trong khi chiến cục vẫn còn giằng co ở ngoài trận địa, 4 tập đoàn quân Liên Xô đã lặng lẽ tập hợp tại các vị trí xuất phát nằm ngay tại cạnh sườn và sau lưng của quân Đức. Ngày 16 tháng 3, đúng theo kế hoạch, quân đội Liên Xô tổng phản công, bắt đầu bởi các Tập đoàn quân số 46, cận vệ số 4 và số 9, và đến ngày 19 tháng 3 thì Tập đoàn quân xe tăng cận vệ số 6 cũng nối gót tham gia vào cuộc tấn công. Chỉ trong vòng 24 tiếng đồng hồ, quân Đức đã bị đánh lui về điểm xuất phát. Tất cả những gì mà quân Đức giành được trong 10 ngày chiến đấu kịch liệt đã mất sạch.

### Mũi tấn công của Phương diện quân Ukraina 3

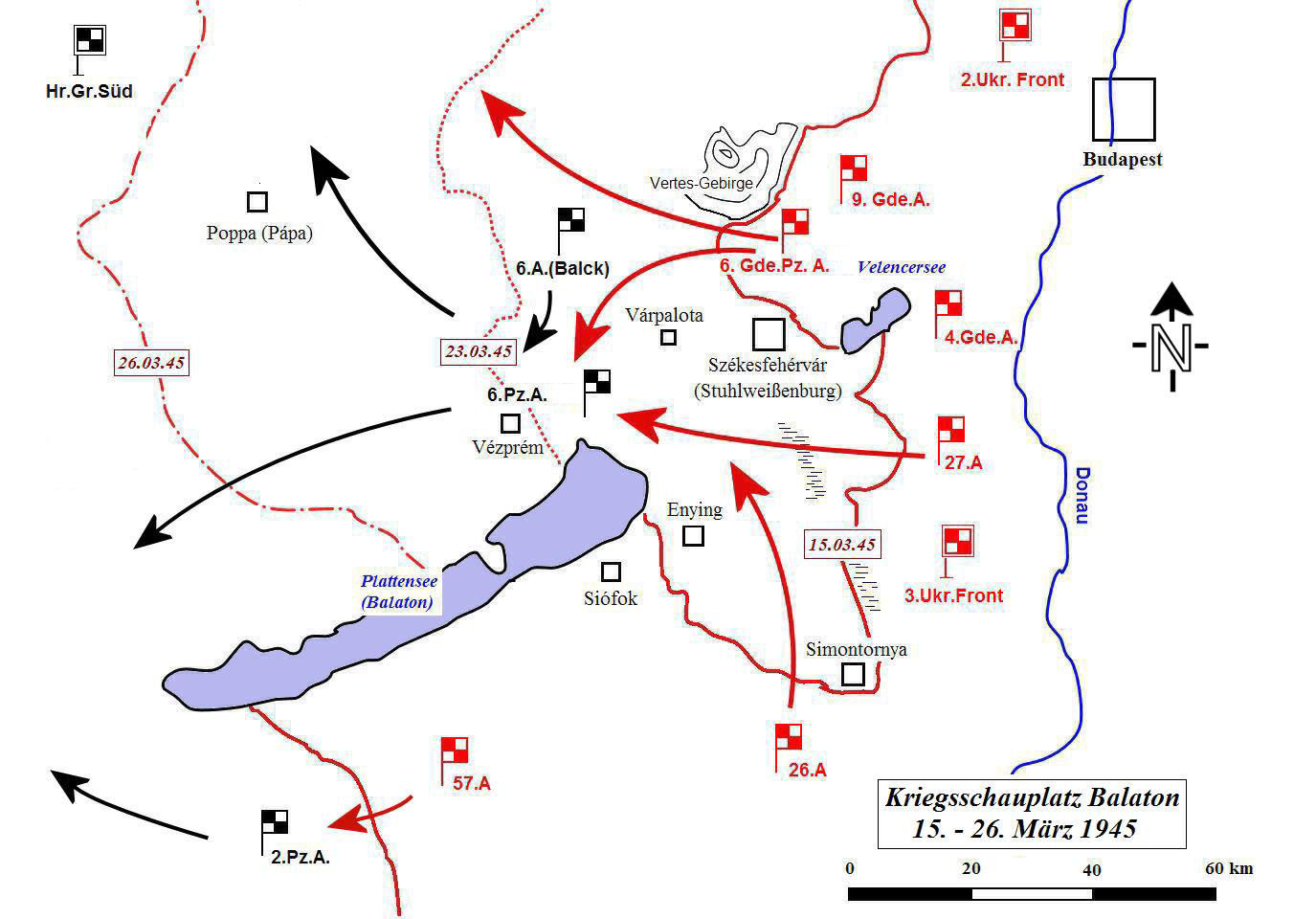
Quân đội Liên Xô phản công, 15-26 tháng 3 năm 1945.

Tình hình khởi động chiến dịch Viên có một số điểm gần giống với sự khởi động Chiến dịch Budapest diễn ra ngay sau Chiến dịch Debrecen, Phương diện quân Ukraina 3 phải bắt đầu tấn công ngay sau khi cuộc phản công của Tập đoàn quân xe tăng 6 SS (Đức) bị chặn đứng. Tuy nhiên, quân đội Đức Quốc xã vẫn còn những lực lượng dự trữ và các tuyến phòng thủ trên hướng đến Viên. Tuyến thứ nhất từ Veszprém đến Tatabanija (Tatabanya) chạy dọc theo các dãy đồi thấp phía tây hồ Balaton và hồ Velence. Tại tuyến này, Tập đoàn quân xe tăng 6 SS và Quân đoàn xe tăng 3 (Đức) đã tạo ra một tấm "lá chắn thép" gồm các xe tăng hạng nặng được chôn âm dưới đất. Tuyến thứ hai dọc theo sông Rába từ Dier (Gyor) đến Maribor. Tuyến thứ ba dọc theo biên giới Áo - Hung.
Lúc 15 giờ 35 phút ngày 16 tháng 3, sau 35 phút bắn pháo chuẩn bị, hai tập đoàn quân cận vệ 4 và 9 tại cánh phải của Phương diện quân Ukraina 3 đồng loạt triển khai tấn công. Tuy nhiên, với mật độ pháo binh còn thấp (chưa đủ 180 khẩu/km) và xe tăng thưa thớt (cả hai tập đoàn quân cận vệ 4 và 9 chỉ có 197 xe tăng và pháo tự hành), quân đội Liên Xô gặp nhiều khó khăn trước các lá chắn thép của xe tăng Đức. Đến trước khi trời sẩm tối, Phương diện quân Ukraina 3 chỉ đột phá được từ 3 đến 7 km vào trong phòng tuyến của quân Đức và đã để mất thế bất ngờ khi định đột phá nhanh vào khu vực Szekesfehervar để bao vây Tập đoàn quân xe tăng 6 SS (Đức).
Sau một ngày chần chừ vì lo rằng quân Đức còn có khả năng phản công, cuối ngày 16 tháng 3 năm 1945, STAVKA mới ra Chỉ thị số 11040 yêu cầu nguyên soái R. Ya. Malinovsky chuyển thuộc Tập đoàn quân xe tăng cận vệ 6 cho Nguyên soái F. I. Tolbukhin để tăng tốc độ tấn công. Stavka cũng yêu cầu phải bàn giao đủ hơn 400 xe tăng cùng toàn bộ cơ số đạn dược, nhiên liệu dự trữ của tập đoàn quân này và ngay trong đêm 16 tháng 3, Tập đoàn quân xe tăng cận vệ 6 phải di chuyển từ Budapest đến khu vực Patka - Koher (???) để tấn công từ phía Bắc hồ Velence. Ban đầu, nguyên soái R. Ya. Malinovsky muốn giữ lại một phần xe tăng cho mình nhưng STAVKA không chấp nhận. Sáng 17 tháng 3, Quân đoàn xe tăng cận vệ 5 bắt đầu xuất phát. Dù đã có gắng hết sức nhưng phải mất hai ngày sau, Tập đoàn quân xe tăng cận vệ 6 mới tập kết xong cũng như hoàn thành việc trinh sát địa hình. Vì các trận đánh còn kéo dài nên Nguyên soái F. I. Tolbukhin không thể sử dụng các xe tăng một cách mạo hiểm.
Trong khi đó thì mỗi phút chậm trễ của Phương diện quân Ukraina 3, dù là do tình thế bắt buộc, đều được quân đội Đức Quốc xã lợi dụng để đưa viện binh tới gia tăng phòng ngự đồng thời với việc chuẩn bị rút quân. Từ ngày 17 đến ngày 22 tháng 3, sức kháng cự của Tập đoàn quân xe tăng 6 SS (Đức) không giảm đi mà còn dữ dội hơn. Chiến sự bùng nổ ác liệt nhất ở Szekesfehervar, một cứ điểm phòng thủ cực mạnh án ngữ con đường thọc sâu vào hậu cứ của quân Đức ở phía Bắc hồ Balaton. Đến cuối ngày 18 tháng 3, Tập đoàn quân cận vệ 4 (Liên Xô) cũng chỉ tiến thêm được 18 km trên một chính diện rộng 36 km. Sáng 19 tháng 3, Tập đoàn quân xe tăng cận vệ 6 bắt đầu được tung vào cửa đột phá cùng với Tập đoàn quân cận vệ 9. Tuy nhiên, Tập đoàn quân xe tăng 6 SS (Đức) đã kịp thời tập trung tại khu vực này các sư đoàn xe tăng SS 1, 3, 12 và Sư đoàn bộ binh 256 để ngăn cản các xe tăng Liên Xô. Chiến sự lại tiếp tục bùng nổ với cường độ khốc liệt hơn ở khu vực phía Bắc hồ Velence. Bất chấp hỏa lực của hàng rào xe tăng Đức đặt âm trong các chiến hào, trong ngày 19 tháng 3, Tập đoàn quân xe tăng cận vệ 6 và Tập đoàn quân cận vệ 9 đã tiến thêm được từ 6 đến 8 km. Ngày 20 tháng 3, các tập đoàn quân 26 và 27 cũng tổ chức tấn công lên hướng Veszprém.
Đứng trước nguy cơ bị bao vây, Bộ chỉ huy tối cao Đức Quốc xã buộc phải cho rút các lực lượng xe tăng chủ lực khỏi khu vực hồ Balaton. Cuối ngày 22 tháng 3, Tập đoàn quân xe tăng 6 SS (Đức) bị Phương diện quân Ukraina 3 dồn vào bờ Bắc hồ Balaton và chỉ còn có thể thoát ra bằng một hành lang hẹp rộng 2,5 cây số nằm trong làn lửa đạn của pháo binh Liên Xô. Tuy nhiên sự chống cự dữ dội và có tổ chức cùng việc rút quân kịp thời đã cứu Tập đoàn quân này khỏi thảm họa bị bao vây tiêu diệt. Phương diện quân Ukraina 3 đã không thực hiện được ý định vây hãm các sư đoàn xe tăng Đức vào lòng chảo và tiêu diệt cụm quân này ở giữa hồ Balaton và hồ Velence.
Trong những ngày sau đó, Phương diện quân Ukraina 3 tiếp tục tấn công tại vùng núi Bakony của Hungary. Trước sức ép lớn của quân đội Liên Xô, quân Đức vội vã rút lui về sông Rába. Tại đây, quân Đức đã chuẩn bị sẵn một phòng tuyến mạnh ở bờ Tây con sông với hy vọng có thể cầm chân quân đội Liên Xô trong một thời gian. Tuy nhiên, đà tiến quân quá nhanh của cánh phải Phương diện quân Ukraina đã khiến kế hoạch của phía Đức Quốc xã không thực hiện được. Hồng quân nhanh chóng tràn qua sông Rába và dồn quân Đức về vùng biên giới Hungary-Áo.
Ngày 23 tháng 3, Đại bản doanh Liên Xô phê chuẩn một kế hoạch tấn công tiếp theo của Phương diện quân Ukraina 3. Theo đó, chủ lực của Phương diện quân (tập đoàn quân cận vệ số 4, 9 và xe tăng cận vệ số 6) tiếp tục phát triển tấn công theo hướng Pápa, Sopron, còn Tập đoàn quân số 26 tấn công vào Szombathely và Tập đoàn quân số 17 tấn công theo hướng Zalaegerszeg. Trong khi đó tập đoàn quân số 57 và tập đoàn quân Bulgaria số 1 dự kiến trong các ngày 5 đến 7 tháng 4 sẽ đoạt lấy khu công nghiệp dầu mỏ Nagykanizsa.
Ngày 25 tháng 3, Phương diện quân Ukraina 2 bắt đầu chiến dịch tấn công Bratislava-Brno, găm giữ một lượng lớn binh lực của Cụm Tập đoàn quân Nam (Đức), không cho chúng được điều đến tăng cường cho khu vực Viên.
Trong một nỗ lực cố chống giữ mặt trận tại khu vực Hungary và Áo, Bộ Tư lệnh Đức Quốc xã quyết định rút bớt một phần binh lực của Cụm Tập đoàn quân E chuyển sang cho Cụm Tập đoàn quân Nam. Đồng thời, một Bộ chỉ huy thống nhất và tập trung cho các đơn vị Đức đóng tại khu vực này cũng được thiết lập: từ ngày 25 tháng 3, quyền chỉ huy Cụm Tập đoàn quân F được giao hẳn cho tư lệnh Cụm Tập đoàn quân E là thượng tướng Alexander Löhr.
Ngày 29 tháng 3, cánh trái của Phương diện quân Ukraina 3 - bao gồm Tập đoàn quân số 7 và Tập đoàn quân Bulgaria số 1 - mở một đợt tấn công theo hướng Nam. Tập đoàn quân số 27 được sự hỗ trợ của Quân đoàn xe tăng số 18 và quân đoàn kỵ binh cận vệ số 5 cũng tấn công vào khu vực cánh sườn và sau lưng của Tập đoàn quân thiết giáp số 2 (Đức). Nhằm mục tiêu bảo vệ khu công nghiệp dầu mỏ Nagykanizsa không bị phá hủy, tư lệnh Phương diện quân Ukraina 3 - Nguyên soái F. I. Tolbukhin - đã tung Quân đoàn kỵ binh cận vệ 5 vào khu vực và yêu cầu đơn vị nhanh chóng tiến vòng ra sau lưng của quân Đức, buộc chúng phải tự động tháo lui. Đây là một hành động mạo hiểm vì Quân đoàn kỵ binh cận vệ 5 phải đối mặt với nhiều thách thức khi băng qua một quãng đường dài đến 70 cây số với địa hình hiểm trở. Tuy nhiên nước cờ táo bạo của F. I. Tolbukhin đã thành công và ngày 2 tháng 4, quân đội Liên Xô-Bulgaria đã hoàn toàn làm chủ vựa dầu Nagykanizsa gần như còn nguyên vẹn.
Ngày 1 tháng 4, Đại bản doanh ban hành chỉ thị cho Phương diện quân Ukraina 3 về những mục tiêu cụ thể cho hành động tấn công sắp tới. Chủ lực của Phương diện quân phải đánh chiếm được thủ đô Áo là Viên, và phải tiếp cận tuyến Tulln, Sankt Pölten, NeuLengbach không muộn hơn ngày 12 đến 15 tháng 4, còn các Tập đoàn quân số 26, 27, 57 và Tập đoàn quân Bulgaria số 1 phải giải phóng các điểm dân cư Gloggnitz, Bruk (Bruck), Graz, Maribor và tiếp cận các sông Mürz, sông Mur và sông Drava không muộn hơn ngày 10 đến 12 tháng 4.
Trong thời gian từ cuối tháng 3 đến đầu tháng 4 năm 1945, các mũi tấn công của Phương diện quân Ukraina 3 phát triển rất nhanh. Từ ngày 26 đến ngày 30 tháng 3, các thành phố Pápa (26-3), Dier (28-3), Kapuvar, Sombathely, Zalaegeszeg (29-3) và Szentgotthard (30-3) lần lượt được giải phóng. Ngày 31 tháng 3, quân đội Liên Xô dồn quân Đức về tuyến biên giới Áo-Hung và Hung-Slovakia và bắt đầu tác chiến trên lãnh thổ Áo. Ngày 1 tháng 4, Sopron, Wiener Neustadt, Eisenstadt, Neunkirchen và Gloggnitz cũng được giải phóng. Các tuyến phòng ngự quân Đức tại khu vực biên giới Áo-Hung đã bị chọc thủng. Ngày 4 tháng 4 Phương diện quân Ukraina 3 đã tiếp cận thành phố Viên - thủ đô nước Áo. Diễn biến chiến trường càng ngày càng xấu cho quân đội Đức Quốc xã đã khiến tư lệnh Cụm Tập đoàn quân Nam là Otto Wöhler mất chức. Thay thế ông ta là thượng tướng Lothar Rendulic, một viên tướng gốc Áo được cho là có năng lực trong việc phòng thủ.

### Mũi tấn công của Tập đoàn quân số 46 (Phương diện quân Ukraina 2)
Cuộc tấn công của Tập đoàn quân số 46 bắt đầu vào ngày 17 tháng 3. Trong ngày hôm đó, Tập đoàn quân đã đột phá được 10 cây số và tiếp cận phòng tuyến thứ hai của quân Đức. Ngày hôm sau, Tập đoàn quân vượt sông Altalena, đánh quỵ các cuộc chống trả dữ dội của quân Đức và hành tiến về phía Tây. Sáng ngày 19, quân đoàn cơ giới cận vệ số 2 được tung vào trận địa để phát huy chiến quả và đến ngày 10 họ đã tiến đến tuyến sông Danube phía Tây Tovaros và bao vây 17.000 binh sĩ Đức tại khu vực này, bao gồm binh lực của các sư đoàn bộ binh số 96, 711 (Đức), sư đoàn bộ binh số 23 (Hungary), sư đoàn kỵ binh "Fegelein" và lữ đoàn cơ giới hóa số 92. Trong các ngày từ 21 đến 25 tháng 3, số quân này đã nhiều lần tổ chức các đợt tấn công nhằm mở đường máu thoát ra ngoài, trong đó đợt phá vây mạnh mẽ nhất xảy ra vào chiều tối ngày 21 tháng 3 khi một nhóm lớn quân Đức được sự yểm hộ của 130 xe tăng và pháo tự hành đã tấn công dữ dội vào khu vực Tarkany. Trước sức ép của quân Đức, Quân đoàn bộ binh cận vệ 18 thuộc Tập đoàn quân 46 đang phòng thủ tại đây buộc phải dần dần rút lui và vòng vây của quân đội Liên Xô đứng trước nguy cơ bị phá vỡ. Ngay lập tức, các sư đoàn bộ binh 53 và 99 thuộc Quân đoàn bộ binh 68 từ lực lượng dự bị của Tập đoàn quân 46 được điều lên phía trước và bịt lại lỗ hổng. Ngày 23 tháng 3 quân đội Liên Xô đã khôi phục lại được tình hình. Các đợt phá vây sau đó đều bị Tập đoàn quân 46 phối hợp với hải quân đánh bộ và các hạm tàu của Giang đoàn Danub đánh bại. Vào cuối ngày 25 tháng 3, sau 5 ngày chống cự, số quân Đức bị vây tại đây đã hoàn toàn bị tiêu diệt và tan rã.
Tập đoàn quân 46 (Liên Xô) tiếp tục cuộc tấn công theo hướng Györ. Từ ngày 26 tháng 3, quân đội Liên Xô tiếp tục quá trình tảo thanh quân Đức trên đường hành tiến và ngày 28 tháng 3 đã giải phóng Györ và tiếp cận Komárno, quét sạch quân Đức khỏi hữu ngạn sông Danube từ Budapest đến tận nơi hợp lưu với sông Rába. Ngày 30 tháng 3, Tập đoàn quân số 46 giải phóng Komárno. Trong các ngày sau đó, Tập đoàn quân số 46 tiếp cận biên giới Áo-Hung và chọc thủng phòng tuyến của quân Đức tại khu vực biên giới nằm giữa sông Danube và hồ Neusiedler. Ngày 6 tháng 4, Đại bản doanh gửi chỉ thị số 11063 yêu cầu Tập đoàn quân 46 vượt bờ Bắc sông Danube tại Viên để vòng qua phía Bắc thành phố, chia cắt cụm quân Đức đóng tại Viên với khu công nghiệp dầu mỏ Sisterdorff và đánh chiếm cụm công nghiệp này. Quân đoàn cơ giới cận vệ 2 và Quân đoàn xe tăng 23 được giao nhiệm vụ tăng cường sức mạnh đột phá cho mũi tấn công này. Trong cuộc hành quân này, Giang đoàn Danub đã có nhiều đóng góp rất tích cực khi chỉ trong vòng 3 ngày, các tàu bè của giang đoàn đã chuyên chở 46.000 binh sĩ, 138 xe tăng và pháo tự hành. 743 đại bác và súng cối, 542 ôtô, 2.230 ngựa, 1.032 tấn đạn dược. Trong khi đó, trên con đường đến Viên, quân đội Đức Quốc xã vẫn tổ chức chống cự dữ dội. Bộ chỉ huy tối cao Đức Quốc xã trước nguy cơ để mất con đường liên lạc cuối cùng dẫn đến Viên đã đem hết mọi nguồn lực ra để bảo vệ khu vực này. Rất nhiều lực lượng dự bị của Đức đã được điều đến tăng cường cho khu vực xung quanh Viên.

### Giải phóng Viên

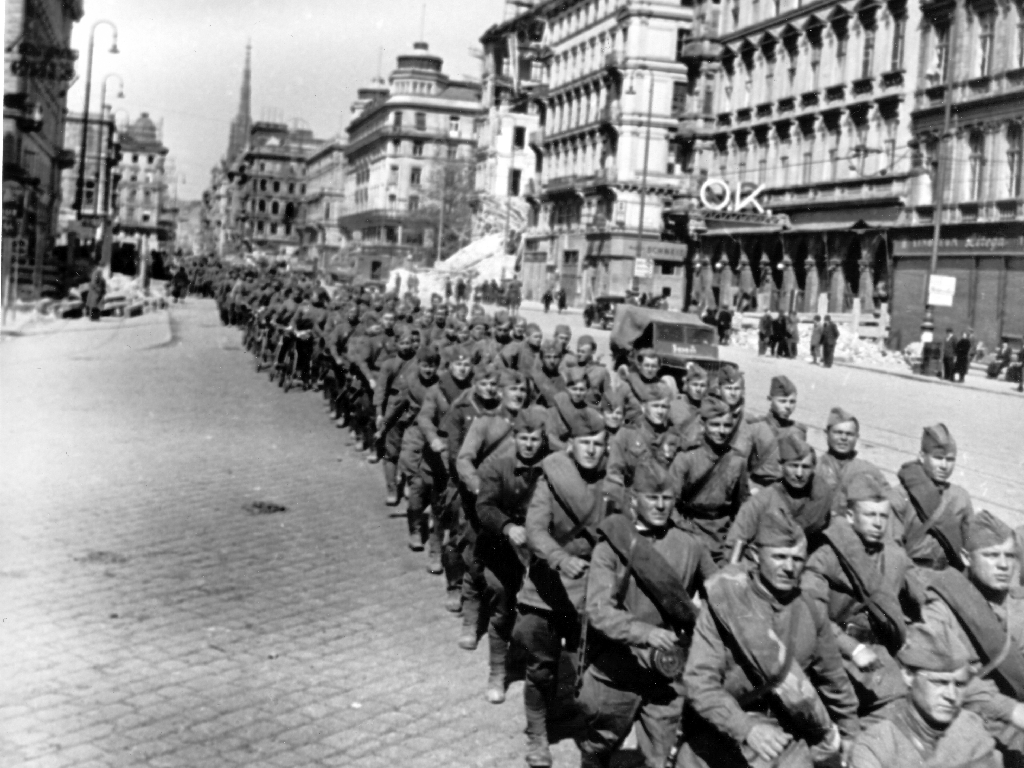
Quân đội Liên Xô hành quân vào Viên, tháng 4 năm 1945

Kế hoạch ban đầu của Phương diện quân Ukraina 3 là tấn công Viên bằng nhiều mũi công kích diễn ra vào cùng thời điểm theo ba hướng: hướng Đông Nam do Tập đoàn quân cận vệ 4 và Quân đoàn cơ giới cận vệ 1 đảm nhiệm; hướng Tây và Tây Nam do Tập đoàn quân xe tăng cận vệ 6, Quân đoàn xe tăng 18 và một phần Tập đoàn quân cận vệ 9 đảm nhiệm. Phần còn lại của Tập đoàn quân cận vệ số 9 sẽ vòng ra sau lưng thành phố từ phía Tây và cắt đường lui của quân Đức.
Quân đội Đức Quốc xã cũng biến thủ đô Áo thành một pháo đài khổng lồ với nhiều công sự kiên cố được bố trí trong thành phố cũng như án ngữ các con đường dẫn đến nó. Nhiều hào chống tăng, hỏa điểm chống tăng và vật cản chống bộ binh được bố trí tại các khu vực trọng yếu và dễ bị tấn công. Trên đường phố bố trí dày dặc các vật cản, hàng rào, tất cả các công trình bằng đá đều được tận dụng làm nơi đồn trú với các hỏa điểm được bố trí khắp các cửa sổ, tầng hầm và gác mái nhà. Tất cả các cây cầu đều được gài mìn. Quân đồn trú trong thành phố bao gồm tàn binh của 8 sư đoàn thiết giáp và 1 sư đoàn bộ binh thuộc Tập đoàn quân thiết giáp SS số 6, ngoài ra còn có các nhân viên quân sự thuộc Trường Thiếu sinh quân Viên và 15 tiểu đoàn độc lập khác. Để tổ chức phòng thủ nội đô, Bộ tư lệnh Cảnh sát dã chiến Đức tại Viên cũng nhận được mệnh lệnh phải thành lập 4 trung đoàn để tổ chức các chốt phòng thủ tại Viên, mỗi trung đoàn có quân số không dưới 1.500 người. Phần lớn các lực lượng đồn trú đều thuộc những đơn vị của Tập đoàn quân xe tăng 6 SS và Tập đoàn quân 6 (Đức) còn sống sót sau Chiến dịch hồ Balaton. Trong đó, Sư đoàn xe tăng 6 trấn thủ tại công viên Prater gần trung tâm thành Viên, các sư đoàn xe tăng 2 SS và 3 SS lập tuyến phòng thủ ở phía Nam thành phố và Sư đoàn bộ binh xung kích Führer phòng thủ phía Bắc thành phố. Tổng chỉ huy quân đồn trú là trung tướng bộ binh Rudolf von Bünau, riêng lực lượng thiết giáp do trung tướng SS Wilhelm Bittrich, tư lệnh Quân đoàn xe tăng 2 SS chỉ huy..
Trong khi các trận đánh trinh sát của quân đội Liên Xô đang được thực hiện trên tuyến phòng thủ vòng ngoài của quân Đức ở Viên, ngày 1 tháng 4, Chính phủ Liên Xô ra tuyên bố về vấn đề nước Áo. Bản tuyên bố có đoạn viết:
| “                                            | Chính phủ Liên Xô không theo đuổi mục đích chiếm đóng bất cứ một phần lãnh thổ nào của Áo cũng như không thay đổi chế độ chính trị ở nước này. Chính phủ Liên Xô sẽ thực hiện theo quan điểm của Bản tuyên bố Moskva ngày 30 tháng 10 năm 1943 của các nước đồng minh chống phát xít về nền độc lập và trung lập của nước Áo. Chính phủ Liên Xô sẽ góp phần vào việc thủ tiêu chế độ của bọn phát xít Đức đang chiếm đóng nước Áo, khôi phục trật tự và các thiết chế dân chủ ở Áo. | ” |
| — Thay mặt Chính phủ Liên Xô: V. M. Molotov. | |   |

Ngay ngày hôm sau, ngày 2 tháng 4, Đài Tiếng nói Viên phát thông báo có nội dung bác bỏ tin đồn rằng Viên sẽ là thành phố bỏ ngỏ. Điều này có nghĩa là quân Đức đồn trú trong Viên đã quyết tâm chiến đấu đến cùng.
Một ngày trước cuộc tấn công, ngày 6 tháng 4, Nguyên soái F. I. Tolbukhin ra tuyên bố trên Đài phát thanh Budapest và được ịn ra hàng vạn tờ truyền đơn rải trên khắp thủ đô Viên và lãnh thổ nước Áo. Tuyên bố nêu rõ:
| “                                                     | Hồng quân tiến vào nước Áo không phải để chiếm đóng lãnh thổ Áo mà chính là để tiêu diệt các đơn vị phát xít Đức và giải phóng nước Áo khỏi sự nô dịch của Đức. Hồng quân chiến đấu chống bọn chiếm đóng Đức chứ không chống nhân dân Áo. Giờ phút giải phóng thành Viên đã đến. Nhưng quân Đức, trong khi đang rút lui muốn biến thủ đô Áo thành bãi chiến trường, đe dọa sự tàn phá kinh khủng cùng những hậu quả tàn khốc khác của chiến tranh đối với thành phố Viên và người dân Viên. Để bảo vệ thủ đô Áo và các di tích lịch sử, văn hóa của nước Áo, nhân danh Hồng quân Liên Xô, tôi đề nghị các bạn: 1. Hãy không để cho quân Đức tiếp tục khai thác dầu mỏ của thành Viên, không để chúng nổ mìn phá cầu, không để chúng biến mỗi ngôi nhà của các bạn thành những pháo đài kiên cố. 2. Tổ chức chiến đấu chống lại quân Đức vào bảo vệ thành phố khỏi sự tàn phá. 3. Hãy can thiệp để quân Đức không thể chuyển đi khỏi Viên những thiết bị công nghiệp, hàng hóa, thực phẩm; không để người Đức cướp đi những tài sản vô giá của Viên. 4. Hỡi các công dân thành Viên ! Hãy giúp đỡ Hồng quân giải phóng thủ đô Viên và góp phần mình vào sự nghiệp giải phóng nước Áo khỏi ách đô hộ của phát xít Đức | ” |
| — Tư lệnh PDQ Ukraina 3: Nguyên soái F. I. Tolbukhin. | |   |

17 giờ chiều ngày 6 tháng 4 năm 1945, Quân đoàn xe tăng 23 (Tập đoàn quân 46) và Quân đoàn xe tăng cận vệ 5 (Tập đoàn quân xe tăng cận vệ 6) của Quân đội Liên Xô gặp nhau tại Korneuburg trên sông Danube phía thượng lưu thành Viên, hình thành vòng vây quanh thành phố. Quân đoàn bộ binh cận vệ 38 và ba trung đoàn pháo tự hành thuộc Tập đoàn quân cận vệ 9 cũng tiến đến Tuln. Chủ lực Tập đoàn quân xe tăng 6 SS (Đức) bị đánh bật về tuyến Sisterdorff - Stokerau. Ở phía Nam, Tập đoàn quân cận vệ 4 (Liên Xô đã tiếp cận ngoại ô phía Nam Viên tại phía Bắc Baden và bắt đầu vượt sông Lizingbach. Thủ đô Áo đã bị vây chặt trong hai vành đai bộ binh, pháo binh và xe tăng Liên Xô.
Ngày 7 tháng 4, chủ lực của Tập đoàn quân cận vệ 9 cùng với Tập đoàn quân xe tăng cận vệ 6 (Liên Xô) vượt qua vùng cao nguyên rừng núi của khu vực Rừng Viên (Wienerwald) và tiếp cận sông Danube. Từ hướng Tây Bắc, mũi đội kích của Tập đoàn quân 46 (Phương diện quân Ukraina 2) đã vượt đến Heinsbureg (Gaiselburg). Tướng Lothar Rendulic điều động Sư đoàn xe tăng 3 SS "Totenkof" ra hướng Bắc thành Viên chặn kích. Ngày 8 tháng 4, Sư đoàn bộ binh cận vệ 34 thuộc Tập đoàn quân cận vệ 4 (Liên Xô) bắt đầu tiến vào nội đô Viên. Cuộc chiến giằng co trong nội đô Viên bắt đầu với các trận công phá bằng pháo binh hạng nặng. Quân đội hai bên đã chiến đấu kịch liệt giành đi giật lại nhiều lần từng ngôi nhà, từng con phố. Đến cuối ngày, các tập đoàn quân cận vệ 4 và 9 (Liên Xô) đã dập tắt từng ổ kháng cự của quân Đức và tiến dần đến trung tâm thủ đô Áo.
Sau ba ngày bị cầm chân ở vùng ngoại vi phía Tây Nam thành Viên, ngày 9 tháng 4, Tập đoàn quân cận vệ 9 và Tập đoàn quân xe tăng cận vệ số 6 (Liên Xô) đã đánh chiếm được một số bàn đạp quan trọng để tiến ra các khu vực phía Tây thủ đô Áo - một vị trí chiến lược cực kì quan trọng bao gồm nhà ga xe lửa chính của Viên nằm tại đó. Cùng ngày, Quân đoàn cơ giới cận vệ 2 đã đánh chiếm thị trấn Shveyner Garten (???) ở phía Nam thành Viên. Ở phía Đông, ngày 8 tháng 4, Tập đoàn quân cận vệ 4 (Liên Xô) chỉ còn cách trung tâm Viên không quá 15 km. Ở hướng Bắc, Tập đoàn quân 46 bắt đầu lấn sâu vào vùng ngoại ô phía Bắc và dồn Sư đoàn bộ binh xung kích Führer về phía Tây. Đến ngày 10 tháng 4, vùng trung tâm Viên đã hoàn toàn bị cô lập khỏi các khu vực xung quanh và quân đồn trú Đức chỉ còn có thể tổ chức kháng cự tại khu vực trung tâm thủ đô Áo.
Các trận đánh vẫn tiếp tục giằng co và căng thẳng, kéo dài cả ngày lẫn đêm. Trong tình thế tuyệt vọng, quân Đức đã cho nổ tung tất cả các cây cầu bắc ngang qua sông Danube. Trong mệnh lệnh được Bộ tổng tư lệnh lục quân Đức Quốc xã ban hành bao gồm cả việc đánh sập cây cầu "Đế chế" (Reichsbrücke), một trong các cây cầu cổ kính nổi tiếng và là cây cầu duy nhất còn lại tại Viên nhằm cắt đứt mọi con đường để quân đội Liên Xô có thể tấn công lên phía Bắc. Để đối phó lại, quân đội Liên Xô quyết định tổ chức một đợt tấn công đổ bộ nhằm chiếm giữ cây cầu "Đế chế" trước khi quân Đức kịp ra tay phá hủy. Đợt tấn công diễn ra vào tối 11 tháng 4 do một tiểu đoàn thuộc Lữ đoàn hải quân đánh bộ cận vệ 217 thực hiện dưới sự yểm hộ của các pháo hạm thuộc Giang đoàn Danub. Khi triển khai đội hình mật tập, tiểu đoàn này đã vấp phải hỏa lực rất mạnh của quân Đức trấn thủ cây cầu và phải dừng lại khi cách mục tiêu 400 mét. Trước diễn biến này, sau khi phân tích tình hình mặt trận, Hội đồng quân sự Phương diện quân Ukraina 3 đã quyết định tập trung tất cả các lực lượng hiện có và mở một cuộc tấn công đồng loạt bằng nhiều mũi công kích vào nội đô Viên. Việc chế áp và vô hiệu hóa pháo binh Đức được đặc biệt chú ý trong hành động tổng công kích này. Nhiệm vụ chế áp đó đã được giao cho Thượng tướng M. I. Nedelin - chỉ huy pháo binh của Phương diện quân Ukraina 3 - và thượng tướng không quân A. V. Sudets - tư lệnh Tập đoàn quân không quân số 17.

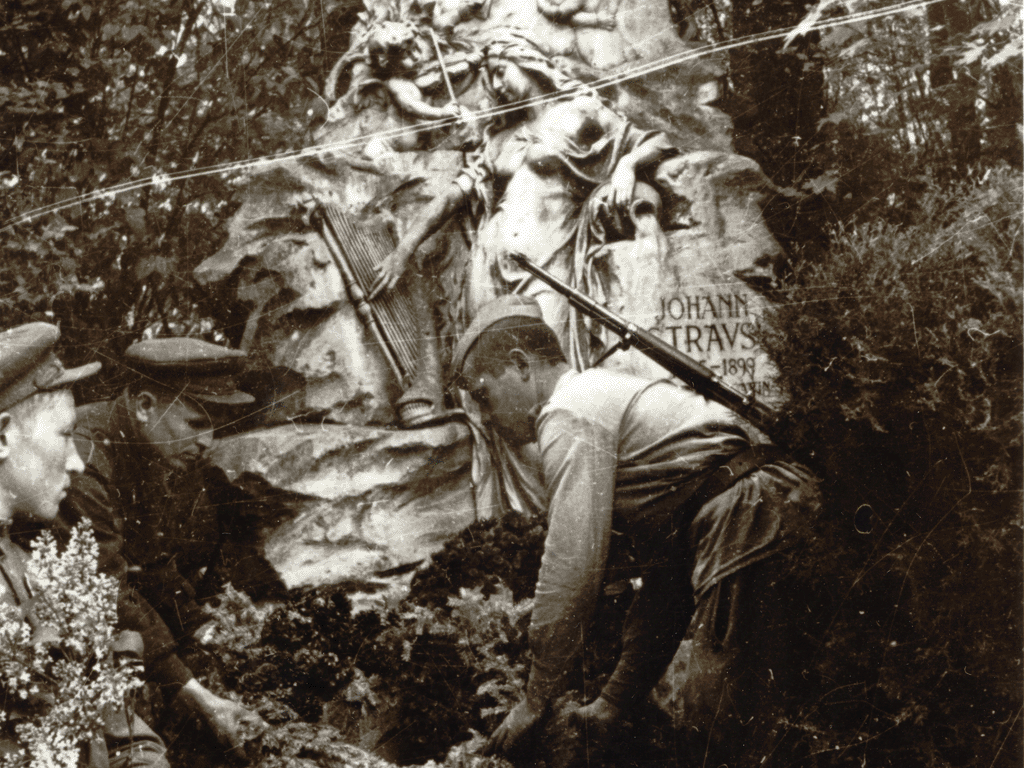
Sĩ quan và binh sĩ Xô Viết đặt hoa dưới chân tượng đài tưởng niệm Johann Strauss II, ông "Vua Valse" của thế giới

Cuối cùng, sau một đợt công kích dữ dội bằng nhiều mũi tấn công cùng phối hợp với nhau, vào giữa ngày 13 tháng 4 quân đội Liên Xô đã hoàn toàn thanh toán số quân đồn trú Đức còn sót lại ở trung tâm thủ đô Áo. Cùng ngày hôm đó, một tiểu đoàn của Sư đoàn bộ binh cận vệ 21 có Lữ đoàn xe tăng cận vệ 9 (Quân đoàn cơ giới cận vệ 1) mở đường phối hợp với Sư đoàn đổ bộ đường không 7 và hải quân đánh bộ của Giang đoàn Danub đã đánh chiếm cả hai đầu của cây cầu "Đế chế". Hai xe tăng T-34 của trung úy A. S. Kudryavtsev (trưởng xe), các trung sĩ A. M. Kulnev (pháo thủ), M. O. Lastovsky (lái xe); trung úy A. M. Zolkin (trưởng xe), hạ sĩ N. D. Borisov (pháo thủ) và chiến sĩ G. M. Moskalchuk (lái xe) đã xông lên cầu. Mặc dù chiếc xe của trung úy A. S. Kudryavtsev bị bắn cháy nhưng nó vẫn tiếp tục nhả đạn tiêu diệt toán công binh Đức đang chuẩn bị điểm hỏa. Trung úy A. S. Kudryavtsev hy sinh nhưng cây cầu đã được chiếm giữ nguyên vẹn. Trong ngày 13 tháng 4, Tập đoàn quân 46 cũng đánh chiếm Essling. Việc giải phóng Viên kết thúc mỹ mãn vào buổi tối cùng ngày khi toàn bộ lực lượng Đức bị vây ở Viên ra đầu hàng, đúng 2 ngày trước khi 3 Phương diện quân Liên Xô đồng loạt nổ súng trên bờ sông Oder. Thấy trước được sự thất thủ khó tránh khỏi, tướng Josef Dietrich đã lệnh cho toàn bộ cơ quan chỉ huy của Quân đoàn xe tăng 2 SS kịp thời chạy thoát khỏi Viên vào chiều ngày 13 tháng 4.
Trong thời gian cuộc chiến ở Viên còn đang tiếp diễn ác liệt, ngày 8 tháng 4, một mũi tiến công của Quân đoàn bộ binh 37 thuộc Tập đoàn quân cận vệ 9 đã vòng qua thủ đô nước Áo và tiếp cận khu vực Linz và Graz. Hải quân đánh bộ của Giang đoàn Danub cũng đổ bộ thành công lên thành phố Klosterneuburg vào ngày 13 tháng 4 và chiếm giữ một đầu cầu tại bờ Bắc sông Danube. Cuối tháng 4, quân đội Liên Xô gặp quân đội Hoa Kỳ tại tuyến Linz, Graz, Gifle (Griffen) và Klagenfurt

## Diễn biến chính trị - quân sự có liên quan

### Cuộc khởi nghĩa bất thành ở Viên
Quân đội Liên Xô không đơn độc khi tấn công vào thành phố Viên. Phía trong lòng Viên vẫn tồn tại những nhóm kháng chiến của các lực lượng yêu nước, chống phát xít của Áo. Trong đó nổi bật nhất có Nhóm kháng chiến O-5 (một thành viên của tổ chức "Nước Áo, hãy thức tỉnh") do thiếu tá Carl Szokoll, Trưởng phòng quân lực thuộc Bộ Tham mưu Quân đoàn dự bị động viên 17 (Áo) lãnh đạo. Các tổ chức kháng chiến này đã tích cực thực hiện các hoạt động phá hoại sau lưng quân đội Đức và đã đặt kế hoạch phối hợp chiến đấu cùng với quân đội Liên Xô.
Ngày 2 tháng 4, hai lính Áo là thượng sĩ Ferdinand Käs, phụ trách văn thư và binh nhất lái xe Johann Reif đã lái xe sang phòng tuyến của Tập đoàn quân cận vệ 9 tại khu vực Hochwolkersdorf. Hai người này tự nhận là đại diện cho các sĩ quan phản chiến trong Bộ tham mưu Quân đoàn động viên 17 (Áo), xin gặp cấp chỉ huy Liên Xô đề nghị hỗ trợ cho cuộc khởi nghĩa sắp nổ ra tại Viên. Ferdinand Käs cho biết, những người yêu nước Áo chống phát xít đã có trong tay 2 tiểu đoàn quân dự bị động viên và 1 đại đội pháo binh. Ngoài ra, còn có khoảng 1.200 người Áo trong các đơn vị khác cũng hứa tham gia cùng khoảng 20.000 người dân thành Viên. Vốn biết đến kinh nghiệm về các cuộc khởi nghĩa ở Warszawa và Slovakia cũng như cuộc khởi nghĩa bất thành ở Budapest, Nguyên soái F. I. Tolbukhin chỉ thị cho tướng I. S. Anoshin, chủ nhiệm chính trị Phương diện quân yêu cầu cấp chỉ huy của họ sang tiếp xúc với quân đội Liên Xô.
Ngày 5 tháng 4, đích thân thiếu tá Carl Szokoll, trưởng phòng quân lực của Quân đoàn dự bị động viên 17 (Áo) vượt sang trận tuyến của quân đội Liên Xô. Ông cho biết chính ông là người đứng đầu của tổ chức yêu nước bí mật có tên "Nước Áo, hãy thức tỉnh". Ông cũng cho biết cuộc khởi nghĩa đã được chuẩn bị xong xuôi về mọi mặt. Tướng A. S. Zheltov, Ủy viên hội đồng quân sự Phương diện quân Ukraina 3 hoan nghênh những người yêu nước Áo đã đặt vấn đề phối hợp tác chiến và ra ngay những chỉ thị cần thiết cho phía quân đội Liên Xô. Liên lạc bằng điện đài vô tuyến giữa Ban chỉ huy cuộc khởi nghĩa với Bộ tham mưu Phương diện quân Ukraina 3 được thiết lập, các tín hiệu, ám hiệu khởi sự và sơ đồ bố trí quân khởi nghĩa phối hợp với quân đội Liên Xô cũng được thỏa thuận. Tín hiệu đó chính là lời kêu gọi của tư lệnh Phương diện quân được phát qua vô tuyến điện và Đài phát thanh Budapest. Chiến dịch được đặt tên mã là "Radetzky" theo tên một tướng chỉ huy quân đội Áo thời trung đại, công tước Josef Wenzel Radetzky von Radetz. Theo đánh giá của các chỉ huy Liên Xô, cuộc khởi nghĩa này nổ ra rất đúng thời cơ, sẽ phá hoại cuộc phòng thủ của quân Đức từ bên trong và giảm bớt thiệt hại cho thành phố Viên.
12 giờ 30 phút ngày 6 tháng 4, tín hiệu khởi nghĩa được phát đi qua vô tuyến điện và Đài phát thanh Budapest khi quân đội Liên Xô bắt đầu công phá các tuyến phòng thủ vòng ngoài của quân Đức ở Viên. Tuy nhiên, từ đó đến ngày hôm sau, Bộ Tham mưu Phương diện quân Ukraina 3 không thể nào bắt được tín hiệu từ phía những người khởi nghĩa. Sau giải phóng thành Viên, cơ quan SMERSH của quân đội Liên Xô tiến hành điều tra và được biết về tấn bi kịch của những người yêu nước Áo chống phát xít. Cơ quan mật thám SS Gestapo trong điều kiện rối loạn xã hội trước thất bại của quân đội Đức Quốc xã vẫn hoạt động một cách rất chuyên nghiệp và đều đặn. Các mật báo viên của Sở Gestapo ở Viên đã mua chuộc được một số người của tổ chức "Nước Áo, hãy thức dậy". Các cuộc bắt bớ lập tức được Gestapo tiến hành. Thiếu tá Karl Biedermann, đại úy Alfred Huth, trung úy Rudolf Raschke và nhiều người lãnh đạo cuộc khởi nghĩa đã bị bắt và bị quân SS treo cổ lên cột đèn tại quận Floridsdorf, phía Bắc Viên. Cuộc khởi nghĩa bị dập tắt từ trong trứng. Không những thế, cơ quan SMERSH còn phát hiện ra một số nhân vật chóp bu của tổ chức "Nước Áo, hãy thức tỉnh" đã phản bội lại thiếu tá Carl Szokoll và các đồng chí của ông. Còn "Nước Áo, hãy thức tỉnh" chỉ là một tổ chức hai mang, vừa có liên hệ với cơ quan OSS (Hoa Kỳ) vừa có liên lạc với Gestapo để lung lạc những người kháng chiến Áo chân chính. Tổ chức này đã in hàng loạt tờ rơi để kêu gọi người Áo hãy chống lại cái mà họ gọi là "nền quân phiệt đỏ".
Mặc dù cuộc khởi nghĩa ở nội đô Viên không nổ ra nhưng các tổ chức kháng chiến người Áo vẫn tiếp tục hoạt động vũ trang chống lại quân Đức và phối hợp với Hồng quân bảo vệ các nhà máy, các mỏ dầu, các cây cầu chiến lược và các công trình giao thông quan trọng khác.

### Karl Renner và việc thành lập Chính phủ Lâm thời Áo

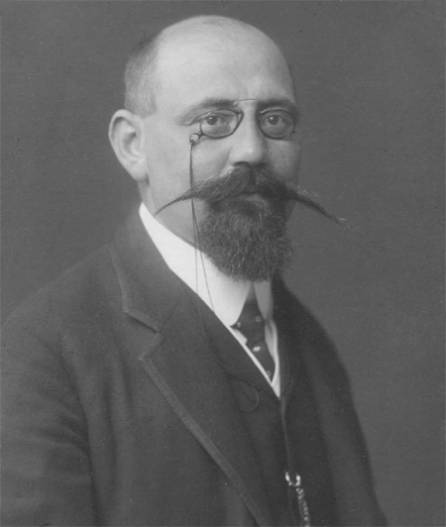
Karl Renner, Thủ tướng Chính phủ Lâm thời Áo năm 1945, Tổng thống đầu tiên của nền cộng hóa thứ hai ở Áo (ảnh chụp năm 1905)

Chính trị gia Karl Renner sinh năm 1870, là một nhà nghiên cứu chủ nghĩa Mác, thành viên của Đảng Xã hội Dân chủ Áo (SDPÖ) từ năm 1894. Nghị sĩ quốc hội Áo-Hung từ năm 1907. Năm 1918, ông tham gia cuộc cách mạng hiến pháp ở Áo, là thành viên Hội đồng lập pháp Áo. Từ năm 1930 đến năm 1933, ông là Chủ tịch Hội đồng quốc gia, Chủ tịch Quốc hội Áo. Năm 1933, Engelbert Dollfuß lên cầm quyền đã cấm các đảng theo chủ nghĩa xã hội. Các nhà tù được lập ra để giam giữ những thành viên đối lập với Đảng phát xít Áo, trong đó có các thành viên chủ chốt của Đảng Xã hội Dân chủ Áo (SDPÖ), Đảng Xã hội Áo (SÖP), Đảng Cộng sản Áo (KPÖ) và các thành phần vô chính phủ. Sau khi Engelbert Dollfuß bị ám sát, Kurt von Schuschnigg tiếp tục chính sách này cho đến khi nước Áo bị Hitler cưỡng chiếm năm 1938. Karl Renner lui về sống ẩn dật ở miền Nam nước Áo và không tham gia các hoạt động chính trị.
Ngày 3 tháng 4 năm 1945, Karl Renner đã tìm đến cơ quan tham mưu của Sư đoàn bộ binh 103, Quân đoàn bộ binh cận vệ 37 thuộc Tập đoàn quân cận vệ 9 (Liên Xô). Ông tỏ lòng hợp tác với quân đội Liên Xô để giải phóng nước Áo khỏi chủ nghĩa phát xít. Ông nói:
| “              | Giờ đây, các đảng viên đảng cộng sản và các đảng viên đảng xã hội dân chủ chỉ có chung một nhiệm vụ duy nhất là tiêu diệt chủ nghĩa phát xít. Tôi đề nghị được góp phần xây dựng chính phủ lâm thời ở Áo và sẽ loại trừ các phần tử quốc xã ra khỏi nghị viện | ” |
| — Karl Renner. | |   |

Ngày 4 tháng 4, STAVKA nhận được báo cáo của Hội đồng quân sự Phương diện quân Ukraina 3 về cuộc gặp gỡ với Karl Renner và lập tức có điện chỉ đạo cho tư lệnh phương diện quân, nguyên soái F. I. Tolbukhin:
| “                               | Phải tin cậy Karl Renner. Thông báo cho ông ấy biết là Bộ Tổng tư lệnh tối cao Liên Xô ủng hộ ông ấy trong việc khôi phục chế độ dân chủ ở Áo. Giải thích cho Karl Renner biết rằng quân đội Liên Xô tiến vào Áo không phải để chiếm đóng nước Áo mà là để quét sạch chủ nghĩa phát xít khỏi đất Áo. | ” |
| — I. V. Stalin - A. I. Antonov. | |   |

Sau khi thủ đô Viên của Áo được giải phóng, Kerl Renner đã nỗ lực thực hiện nhiều biện pháp thiết thực để mau chóng lập ra một chính phủ lâm thời cho nước Áo. Sử dụng các mối quan hệ của mình và sự khéo léo về chính trị, ông đã triệu tập được một nội các đa thành phần bao gồm Đảng Xã hội Dân chủ Áo (SDPÖ), Đảng Xã hội Áo (SÖP), Đảng Nhân dân Áo (ÖVP), Đảng Cộng sản Áo (KPÖ) và một số nhân sĩ, trí thức không đảng phái. Thành phần chính phủ gồm có:
- Thủ tướng: Karl Renner (SDPÖ).
- Các Phó Thủ tướng: Leopold Figl (ÖVP), Johann Koplenig (KPÖ), Adolf Schärf (SPÖ)
- Bộ trưởng nội vụ: Franz Honner (KPÖ)
- Bộ trưởng tư pháp: Josef Gerö (không đảng phái)
- Bộ trưởng khoa học, giáo dục và văn hóa: Ernst Fischer (KPÖ)
- Bộ trưởng an sinh xã hội và dân cư: Johann Böhm (SPÖ)
- Bộ trưởng tài chính: Georg Zimmermann (không đảng phái)
- Bộ trưởng nông nghiệp và môi trường: Rudolf Buchinger (ÖVP, đến 26-9-1945) và Josef Kraus (ÖVP, từ 26-9-1945)
- Bộ trưởng công nghiệp, thương mại và giao thông vận tải: Eduard Heinl (ÖVP)

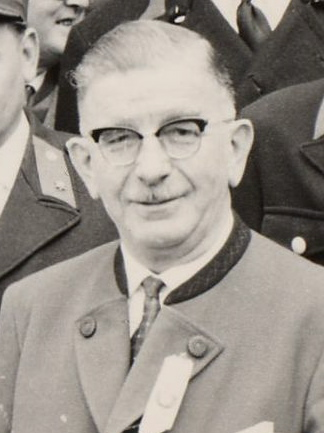
Leopold Figl, Phó thủ tướng Chính phủ lâm thời Áo 1945, Thủ tướng đầu tiên của nền cộng hòa thứ hai ở Áo.

- Bộ trưởng lương thực, thực phẩm: Andreas Korp (SPÖ)
- Bộ trưởng công chính và tái thiết: Julius Raab (ÖVP)
- Bộ trưởng kế hoạch và quản lý công sản: Vinzenz Schumy (không đảng phái)

Ngày 27 tháng 4 năm 1945, Chính phủ lâm thời Áo ra bản Tuyên ngôn độc lập của nước Áo, khôi phục lại nước Cộng hòa Áo. Ngày 11 tháng 9 năm 1945, Hội đồng kiểm soát của đồng minh ở Áo mời Karl Renner triệu tập một hội nghị liên bang ở Viên. Sau Hội nghị Liên bang họp từ ngày 24 đến ngày 26 tháng 9 có giá trị như một Quốc hội lâm thời, các tiểu bang của Áo thừa nhận chính phủ của Karl Renner tại Viên. Hội nghị Liên bang lần thứ hai họp từ ngày 9 đến ngày 10 tháng 10 năm 1945 đã quyết định phục hồi hiệu lực của Hiến pháp Liên bang Áo năm 1929.
Ngày 25 tháng 11 năm 1945, tại Áo đã diễn ra cuộc bầu cử Quốc hội dân chủ đầu tiên kể từ năm 1933. Có 93,23 % trong số 3,5 triệu cử tri Áo trong danh sách đăng ký đã đi bầu cử 165 ghế của Quốc hội Liên bang Áo. Kết quả: Đảng Xã hội Áo (ÖVP) giành 49,80% số phiếu bầu, đạt 85 ghế tại quốc hội; Đảng Xã hội dân chủ Áo (SPÖ) giành 44,60% số phiếu bầu, được 76 ghế; Đảng Cộng sản Áo (KPÖ) giành 5,42% số phiếu bầu, được 4 ghế. Đảng Dân chủ Áo (DPÖ) chỉ giành được 0,19% số phiếu bàu, không đủ điều kiện để có một ghế tại Quốc hội Áo. Trong số 165 nghị sĩ đầu tiên của nền Cộng hòa Áo thứ hai, có 118 người là cựu tù chính trị và chiến binh kháng chiến Áo trong thời kỳ quân đội Đức Quốc xã chiếm đóng nước này.
Ngày 20 tháng 12 năm 1945, căn cứ kết quả cuộc tổng tuyển cử bầu Quốc hội Áo ngày 25 tháng 11 năm 1945, Chính phủ lâm thời Áo chấm dứt hoạt động, nhường chỗ cho một chính phủ chính thức. Karl Renner được Quốc hội Áo bầu làm tổng thống đầu tiên của nền Cộng hóa Áo thứ hai. Leopold Figl, người của Đảng Dân chủ Áo (DPÖ) được bầu làm thủ tướng.

## Kết quả, đánh giá và ảnh hưởng

### Kết quả

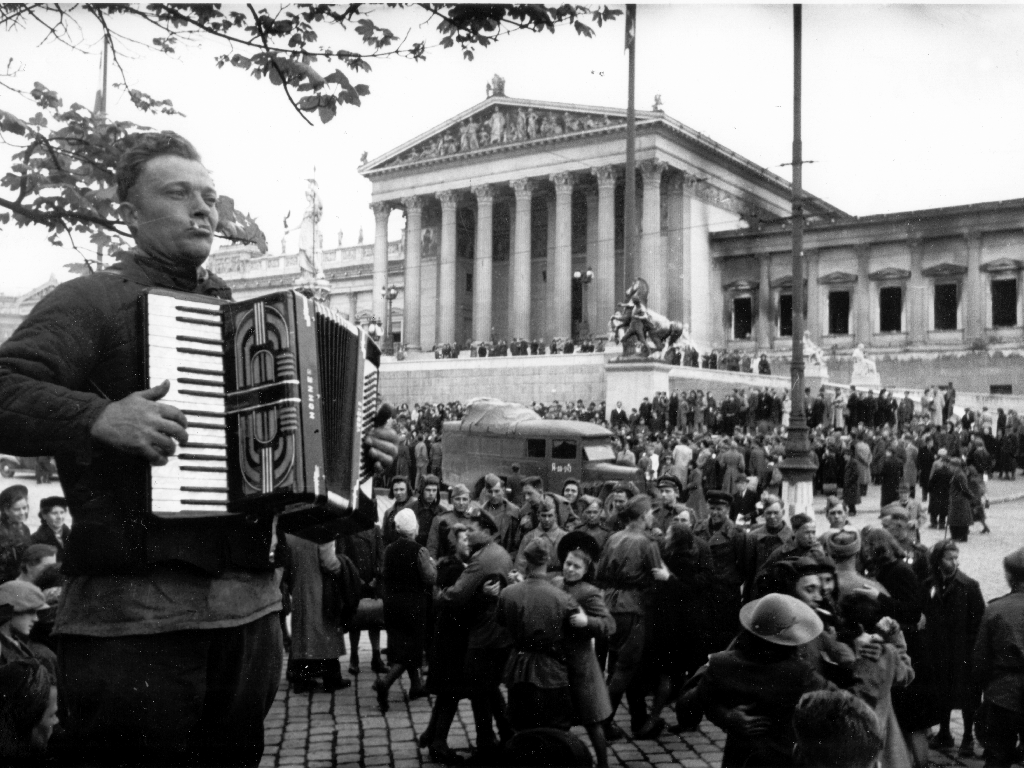
Người dân Viên và binh sĩ Xô Viết khiêu vũ trước tòa nhà Quốc hội Áo sau khi thành Viên được giải phóng

Chiến dịch Viên tiến hành thắng lợi đã giúp quân đội Liên Xô đánh tan một lượng rất lớn binh lực của Đức Quốc xã, giải phóng toàn bộ lãnh thổ Hungary cùng với một phần lớn lãnh thổ Áo và thủ đô của nó, thành phố Viên. Điều này đồng nghĩa với việc quân Đức đã để mất khu vựa dầu quan trọng chiến lược tại Nagykanizsa cùng khu trung tâm công nghiệp Viên và miền Đông Áo.
Chiến thắng tại Viên cũng đã góp phần nên sự hồi sinh của một đất nước Áo dân chủ và độc lập sau thế chiến thứ hai. Ngay sau chiến thắng Viên, dưới sự đồng thuận của phía Liên Xô, chính trị gia Áo Karl Renner đứng ra thành lập chính phủ lâm thời tại thành phố này và tuyên bố Áo ly khai khỏi nước Đức Quốc xã.
Rất nhiều thành phố và điểm dân cư của Áo và Hungary đã được quân đội Liên Xô giải phóng trong chiến dịch Viên, chủ yếu nằm tại miền Đông nước Áo gồm: Bruk, Wiener-Neustadt, Gloggnitz, Korneuburg, Neunkirhen, Floridsdorf, Eisenstadt, Viên (tại Áo), Beguin, Vashvar, Veszprem, Devecher, Esztergom, Zalaegerszeg, Zirts, Kapuvar, Kermend, Koszeg, Kestel, Komárom, Madyarovar, More, Marzano, Nadbayom, Nagykanizsa, Nadyatad, Nesmith, Dad, Szekesfehervar, Szentgotthard, Szombathely, Felshegalla (nay là Tatabánya), Tata, Csorna, Churgo, Sarvar, Sopron, Ening (tại Hungary).
Con số thương vong của quân đội Đức Quốc xã và tàn quân ngụy Hungary trong chiến dịch Viên chưa được thống kê chính xác. Tuy nhiên, trong thời gian 30 ngày quân đội Liên Xô tổ chức tấn công giải phóng Hungary, Áo và Tiệp Khắc (xảy ra trong khung thời gian diễn ra chiến dịch Viên), Hồng quân đã bắt sống được 130.000 tù binh, thu giữ và phá hủy hơn 1.300 xe tăng và pháo tự hành cùng 1.300 pháo cối. Trong giai đoạn bao vây và công kích thành phố Viên, có 19.000 quân Đức bỏ mạng và 47.000 bị bắt làm tù binh. Thương vong của Phương diện quân Ukraina 2 và 3 trong cùng thời điểm khoảng 30 ngày xảy ra chiến dịch Viên là 41.359 người chết và 136.386 người bị thương, trong đó trong giai đoạn bao vây Viên có 18.000 binh sĩ Liên Xô tử trận. Thương vong của Tập đoàn quân Bulgaria số 1 là 2.698 người chết và 7.107 người bị thương.
Thương vong của thường dân trong thành phố cũng không nhỏ. Một phần các công trình kiến trúc trong Viên đã trở thành đống gạch vụn sau trận chiến. Trong thời điểm đó, thành phố không có điện, không có nước máy, không có khí đốt và cũng không có cảnh sát để kiềm chế các hành động hôi của và cướp bóc của một bộ phận dân cư trong thành. Về phía quân đội Liên Xô, các cấp chỉ huy đã ra sức giữ kỷ luật nghiêm ngặt và các lực lượng Liên Xô tấn công vào thủ đô Áo nhìn chung có thái độ hành xử đúng mực và nghiêm túc đối với thường dân; tuy nhiên cũng không tránh khỏi một bộ phận binh sĩ Liên Xô thực hiện các hành động tiêu cực như hôi của và cưỡng hiếp. Một số ý kiến như của Peter Gosztony cáo buộc rằng tình trạng hỗn loạn trong thành phố kéo dài đến vài tuần và có thể so sánh với những thời khắc tồi tệ nhất trong cuộc Chiến tranh Ba mươi năm.
Đẻ giải quyết hậu quả chiến tranh, Chính phủ Liên Xô đã viện trợ cho Chính phủ Lâm thời ở Áo một khối lượng đáng kể các mặt hàng thiết yếu để người dân thành Viên sớm ổn định đời sống gồm có: 45 000 tấn ngũ cốc, 4.000 tấn thịt, 1.000 tấn mỡ, 2.700 tấn đường, 1.800 tấn muối, 225 tấn cà phê. Công binh Liên Xô đã tháo gỡ bom mìn tại 3.500 tòa nhà, sửa chữa 17.000 căn hộ, khôi phục mạng lưới dẫn nước tại 1.447 địa điểm, khôi phục hệ thống dẫn khí đốt tại 1.407 địa điểm, khôi phục hoạt động của 2 hồ chức nước và 21 bể chứa nước sạch; khôi phục cấp điện cho 15.000 địa điểm, san lấp 4.457 hố bom, khôi phục 1.239 km đường sắt, 10 cầu đường sắt và 86 cầu đường bộ. Nhằm giúp người dân Áo khôi phục sản xuất nông nghiệp, từ tháng 4 năm 1945 đến tháng 4 năm 1946, Chính phủ Liên Xô đã viện trợ không hoàn lại cho Chính phủ Áo 70.000 tấn hạt giống lúa mỳ và ngũ cốc, 17.000 tấn hạt giống kiều mạch, 60.000 tấn giống củ cải đường. Phương diện quân Ukraina 3 (Liên Xô) cũng chuyển giao hơn cho Tòa thị chính thành phố Viên hơn 100 ô tô để khôi phục mạng lưới giao thông công cộng của thành phố và các đội cứu hỏa, cứu thương. Hơn 1.300.000 dân thành Viên đã được ổn định đời sống chỉ sau nửa năm.

### Đánh giá

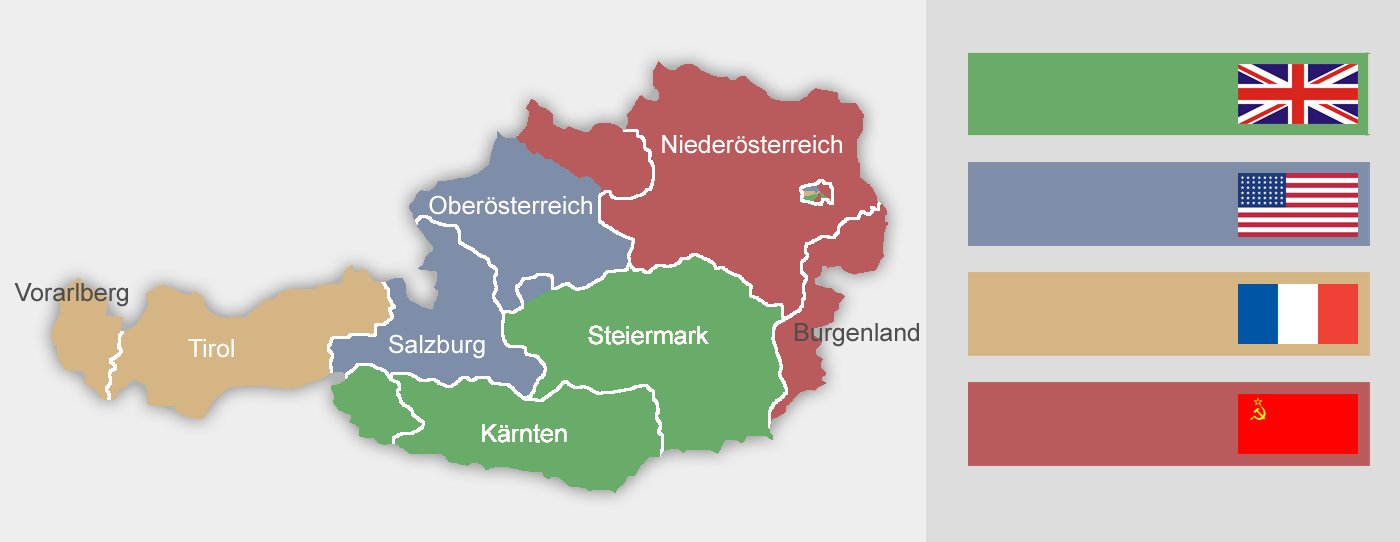
Các vùng chiếm đóng của quân đội Đồng minh tại Áo (1945-1955)

Chiến dịch Viên là một trong các chiến dịch bao vây cuối cùng của quân đội Liên Xô tại Trung Âu. Không như chiến dịch Budapest, quân đội Đức Quốc xã rơi vào một vòng vây lỏng hơn và một phần lớn cụm quân Đức tại Viên đã thoát khỏi những đòn tấn công của quân đội Liên Xô. Sở dĩ Tập đoàn quân xe tăng 6 SS (Đức) một lần nữa trốn thoát được là do Phương diện quân Ukraina 2 sau khi đánh chiếm Bratislava đã bị hút theo hướng Brno. Các tập đoàn quân 40 và 53 (Liên Xô) cũng như các tập đoàn quân 1 và 4 (Ronmania) do không trang bị đủ các phương tiện kỹ thuật để tác chiến ở địa hình rừng núi đã tấn công rất chậm. Đến ngày 12 tháng 4, họ mới vượt qua được dãy núi "Tiểu Carpath" và ngày 15 tháng 4 thì bị chặn lại trên sườn phía Nam của dãi "Đại Carpath". Đội hình tấn công xòe rộng trên cánh phải của Phương diện quân Ukraina 2 đã buộc Tập đoàn quân cận vệ 7 và Cụm kỵ binh cơ giới 1 Liên Xô) phải mở rộng chính diện lên hướng Brno để giữ được sự liên tục của chính diện tấn công và không bị hở sườn. Do đội hình bị phân tán mỏng ra, Tập đoàn quân cận vệ 7 và Cụm kỵ binh có giới 1 (Liên Xô) đã bị Tập đoàn quân 8 (Đức) chặn lại trên sông Morava trong ba ngày. Thời gian đó đủ để Tập đoàn quân xe tăng 6 SS (Đức) lách qua vòng vây chưa khép chặt của Tập đoàn quân 46 (Liên Xô) trên hướng bắc Viên và chạy thoát về biên giới Tiệp Khắc - Áo.

### Ảnh hưởng

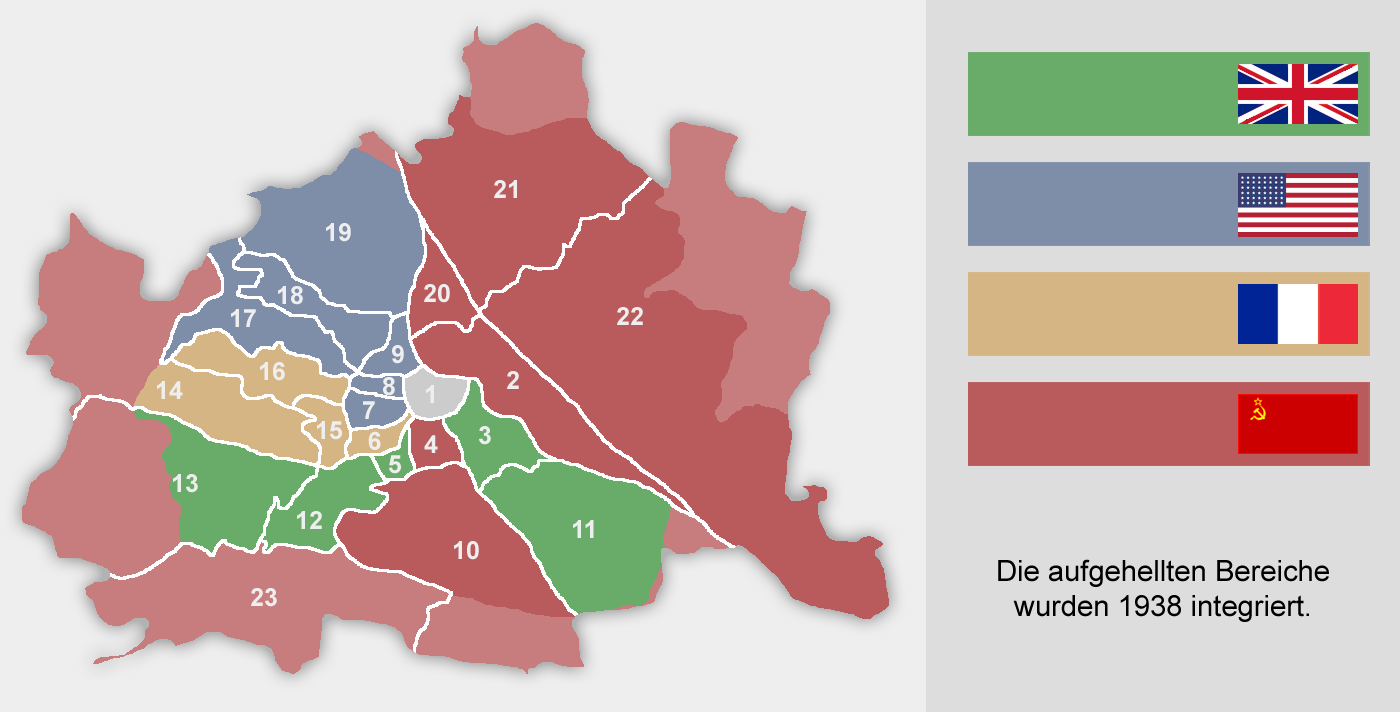
Các khu vực chiếm đóng của quân đội Đồng minh tại Viên (1945-1955)

Về chiến tranh và chính trị, Chiến dịch Viên đặt dấu chấm hết cho các nỗ lực của Bộ chỉ huy tối cao của nước Đức Quốc xã muốn biến cả vùng Alpes thành một pháo đài để tiếp tục chống lại quân đội các nước đồng minh. Không lâu sau khi Viên bị chiếm, các thành phố lớn khác của nước Áo như Salzburg, St. Pölten, Wolfsberg, Klagenfurt, Linz, Innsbruck đều bị quân đội đồng minh chiếm đóng. Quân đội Đức Quốc xã không còn đủ lực lượng để phòng thủ tại miền Nam nước Đức và Tiệp Khắc khi phạm vi chiếm đóng của họ ngày một thu hẹp.
Về kinh tế, vùng công nghiệp Viên và khu công nghiệp dầu mỏ Zistersdorf bị đánh chiếm đã tước nốt nguồn cung cấp dầu mỏ cuối cùng của Đế chế thứ ba, đẩy nước này vào cuộc khủng hoảng năng lượng trầm trọng trong tháng cuối cùng của Chiến tranh thế giới thứ hai tại châu Âu và sớm đưa nước Đức Quốc xã đến thất bại hoàn toàn.
Chiến dịch Viên cũng tạo cho quân đội Liên Xô một vùng chiếm đóng ở phía Đông nước Áo bao gồm các bang Burgenland, Hạ Áo, Thượng Áo ở phía bắc sông Danube và phía đông của sông Enns. Mặc dù quân đội Liên Xô chiếm trọn thành phố Viên nhưng theo thỏa thuận giữa các nước đồng minh chống phát xít, Viên cũng có số phận như Berlin, nó bị chia làm 4 khu vực chiếm đóng do chính quyền quân sự Đồng minh quản lý bằng cách thay nhau ủy trị, mỗi nước một tháng. Khu vực chiếm đóng của quân đội Liên Xô bao gồm các quận 2, 4, 10, 20, 21 và 22. Quận 1, quận trung tâm nội đô Viên là vùng quản lý chung, mỗi nước đồng minh quản lý quận này trong một tháng. Ngày 15 tháng 5 năm 1955, tại Cung điện Belvedere (Viên), các nước đồng minh Anh, Mỹ, Pháp, Liên Xô và Chính phủ Áo ký kết Tuyên bố chung công nhận nền độc lập và trung lập của Áo. Ngày 19 Tháng 10 năm 1955, quân đội Liên Xô rút khỏi Áo. Ngày 25 tháng 10 năm đó, những đơn vị quân Anh cuối cùng cũng rút khỏi Áo.

## Tưởng niệm và ghi công

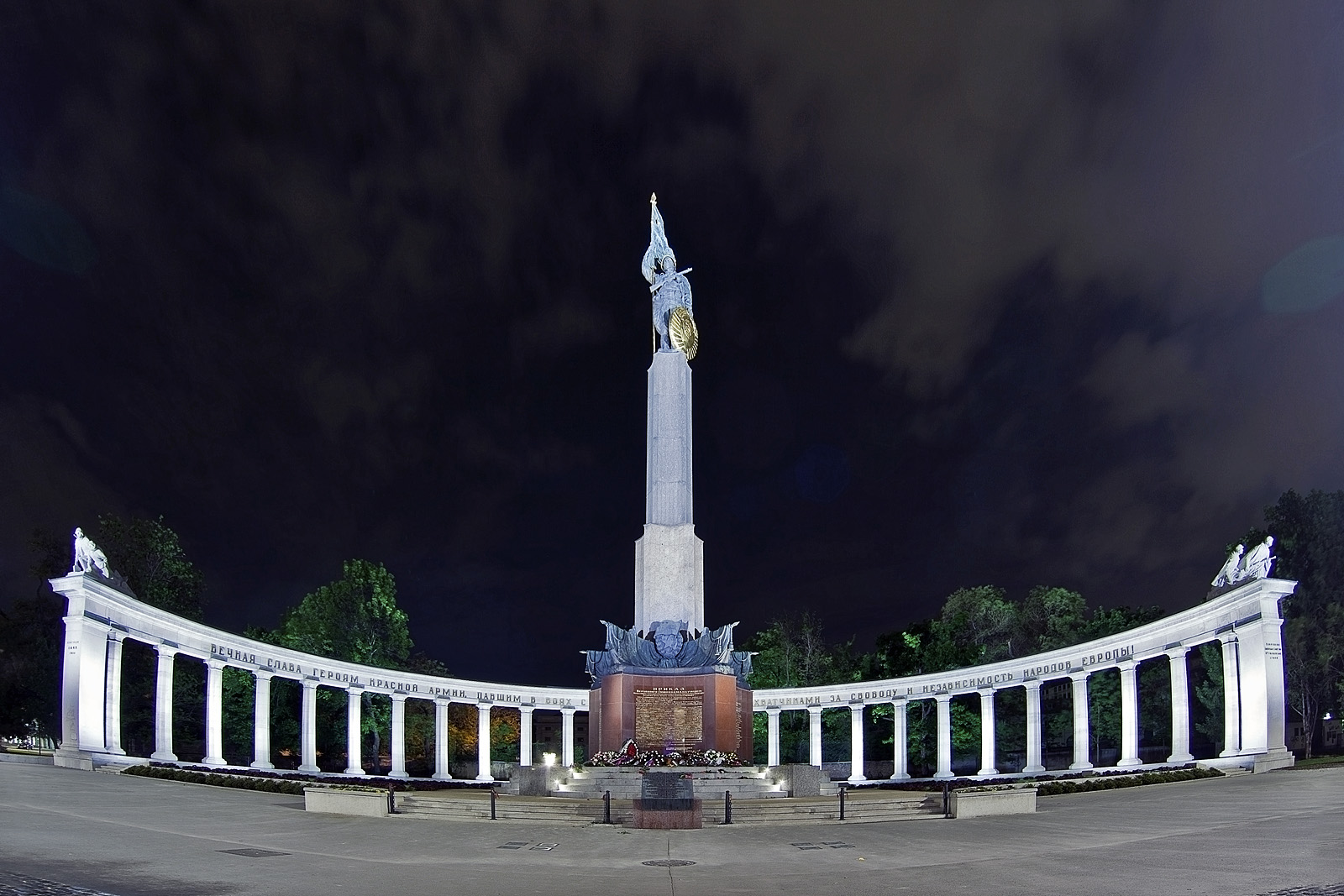
Đài tưởng niệm chiến sĩ Hồng quân tại quảng trường Schwarzenberg, Viên, Áo.
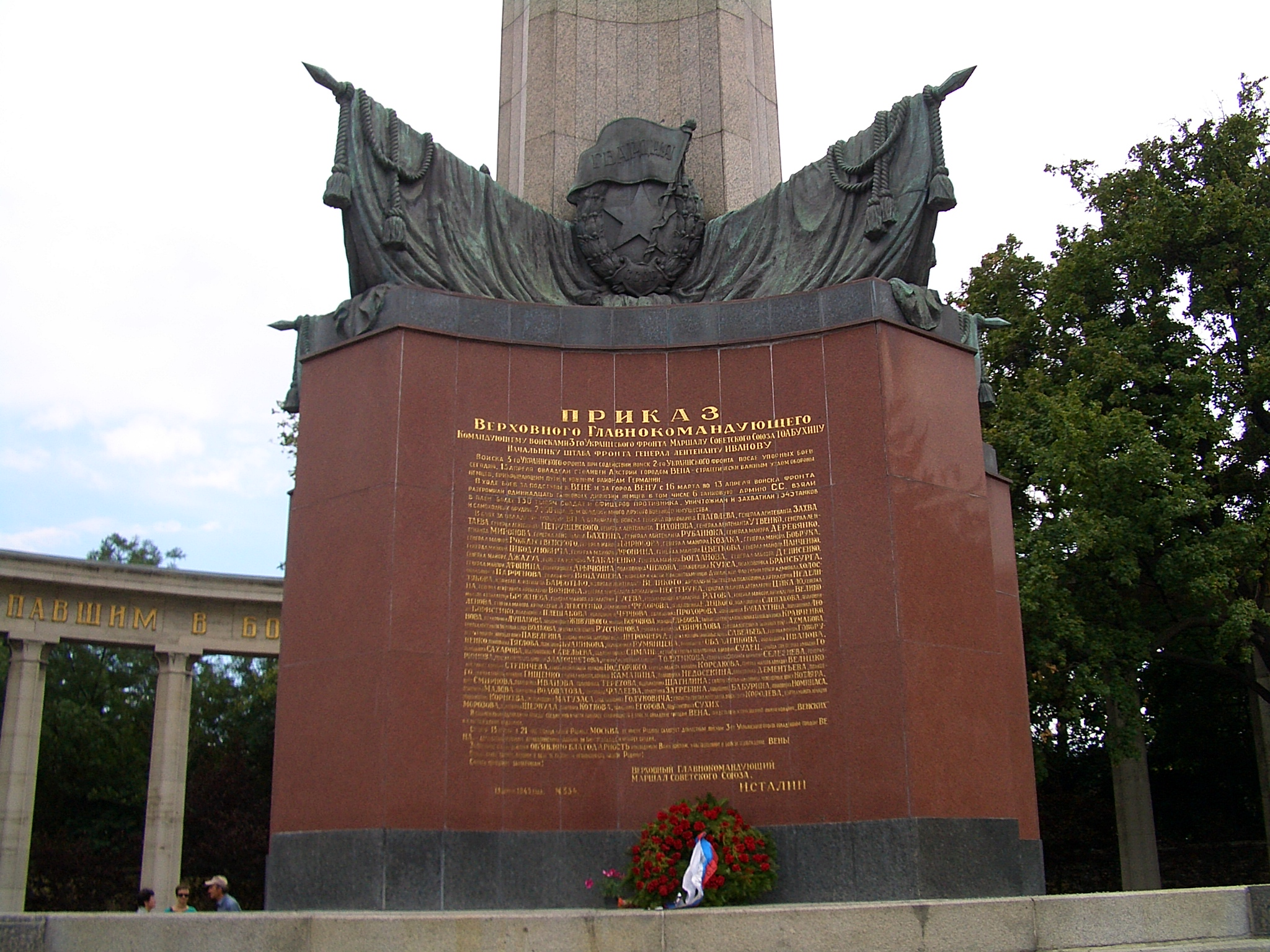
Bản khắc nhật lệnh của Tổng tư lệnh tối cao Liên Xô I. V. Stalin tại chân Đài tưởng niệm chiến sĩ Hồng quân tại quảng trường Schwarzenberg, Viên, Áo.
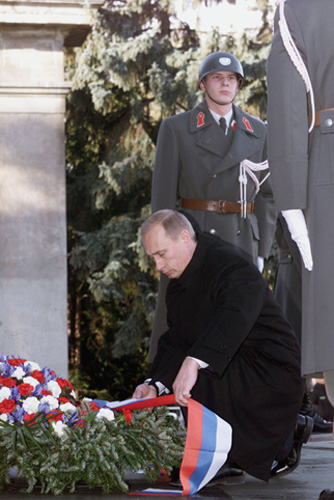
Tổng thống Nga Vladimir Putin đặt vòng hoa tại Đài tưởng niệm chiến sĩ Hồng quân tại quảng trường Schwarzenberg, Viên, Áo, ngày 9-2-2001.
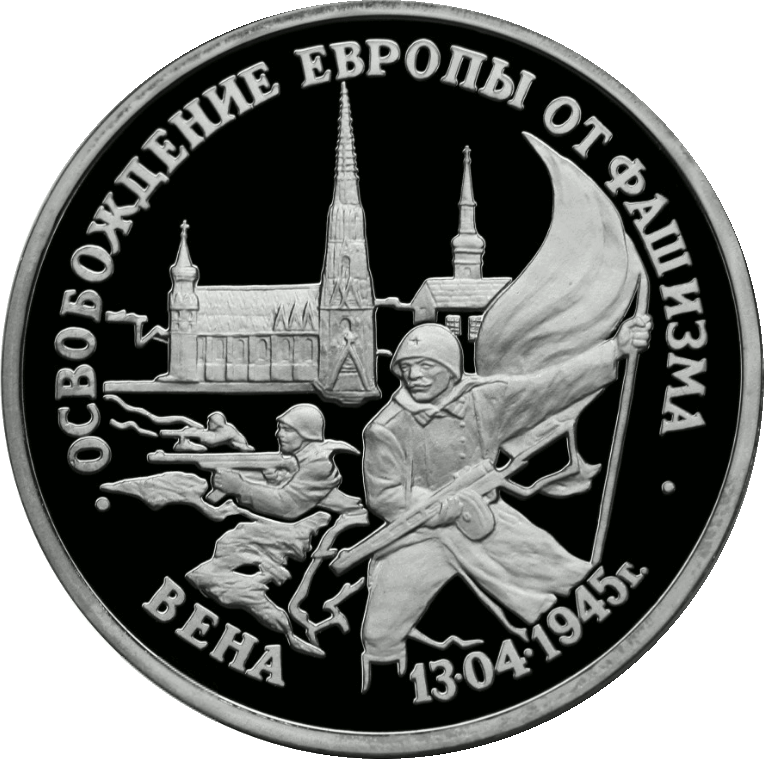
Đồng tiền được Ngân hàng Trung ương Nga phát hành kỷ niệm 50 năm chiến thắng tại Viên.
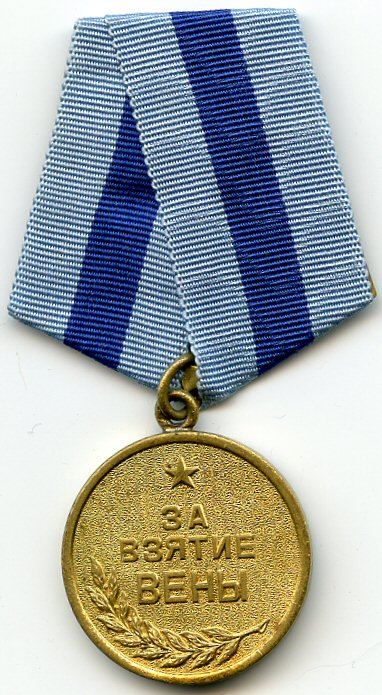
Huy chương "Vì sự nghiệp giải phóng Viên".
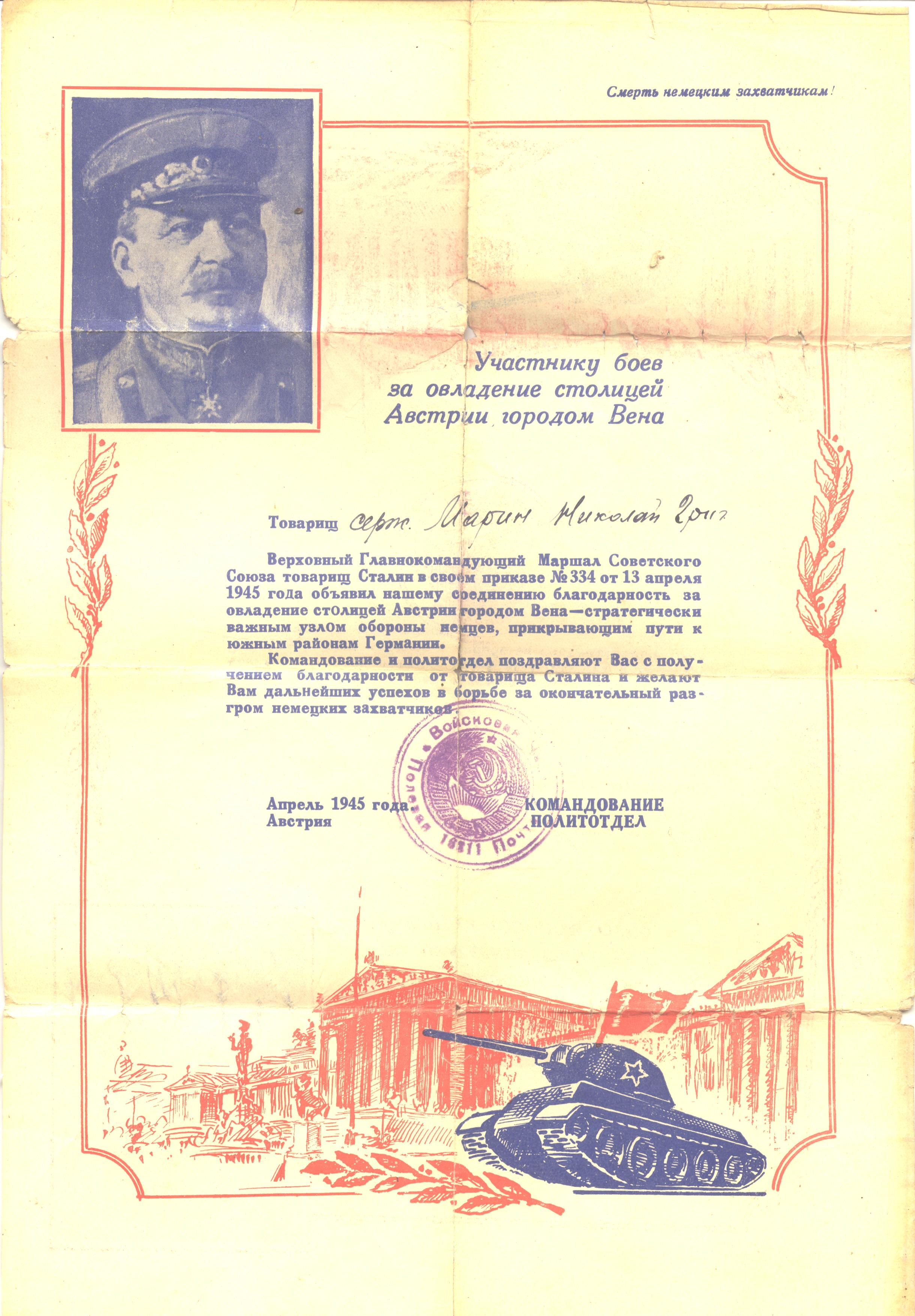
Lòng biết ơn của Stalin đối với một trong những người tham gia hoạt động

50 đơn vị có thành tích chiến đấu xuất sắc trong chiến dịch Viên đã được phong tặng tên hiệu danh dự "Viên" trong tên gọi của mình. Đồng thời, để tưởng thưởng cho chiến công trong trận đánh này, Ngày 9 tháng 6 năm 1945, Chủ tịch đoàn Xô Viết Tối cao Liên Xô đã ban hành huy chương "Vì sự nghiệp giải phóng Viên". Theo thống kê của Ủy ban nhà nước về giải thưởng quốc gia Liên bang Nga, đến ngày 1 tháng 1 năm 1995, đã có 277.380 người được trao tặng huy chương này.
Vào tháng 8 năm 1945, tại quảng trường Schwarzenbergplatz ở Viên người ta đã xây dựng một đài tưởng niệm các chiến sĩ Hồng quân đã hy sinh trong cuộc chiến giải phóng Áo khỏi ách phát xít. Trên tượng đài có bản khắc chìm toàn văn bản nhật lệnh của Tổng tư lệnh tối cao Liên Xô I. V. Stalin chúc mừng Hồng quân giải phóng thủ đô Viên của Áo. Trong chuyến thăm hữu nghị Cộng hòa Áo, ngày 9 tháng 2 năm 2001, Tổng thống Nga Vladimir Putin đã đến đặt vòng hoa tại Đài tưởng niệm này.